# Mitigação das mudanças climáticas
A mitigação das mudanças climáticas (ou descarbonização) se dá com ações que limitem a magnitude ou o ritmo do aquecimento global e suas consequências. Envolvem principalmente ações para reduzir os gases de efeito estufa que causam as mudanças climáticas na atmosfera. As ações de mitigação das mudanças climáticas incluem a economia de energia e a substituição de combustíveis fósseis por fontes de energia limpa. As estratégias secundárias de mitigação incluem mudanças no uso do solo e o sequestro de dióxido de carbono (CO2) da atmosfera. As políticas atuais de mitigação das mudanças climáticas têm se mostrado insuficientes, pois ainda resultariam num aquecimento global de cerca de 2,7 °C até 2100, significativamente acima da meta do Acordo de Paris de 2015 de limitar o aquecimento global a menos de 2 °C.

A energia solar e a energia eólica são alternativas energéticas mais econômicas quando comparadas com outras opções de energia renovável. A disponibilidade de luz solar e vento é variável e pode exigir atualizações da rede elétrica, como o uso de transmissão de eletricidade de longa distância para agrupar uma série de fontes de energia. O armazenamento de energia também pode ser usado para equilibrar a produção de energia, e o gerenciamento da demanda pode limitar o uso de energia quando a geração de energia for baixa. Certos processos são mais difíceis de descarbonizar, como as viagens aéreas e a produção de cimento. Acaptura e armazenamento de carbono (CAC) pode ser uma opção para reduzir as emissões líquidas nestas circunstâncias, embora as centrais elétricas movidas a combustíveis fósseis com tecnologia CAC sejam atualmente uma estratégia de mitigação das mudanças climáticas de elevado custo.
As mudanças no uso da terra pelo homem, como agricultura e desmatamento, causam cerca de um quarto das mudanças climáticas. Essas mudanças afetam a quantidade de CO2 absorvida pela matéria vegetal e a quantidade de matéria orgânica que se decompõe ou queima para liberar CO2. Essas mudanças fazem parte do ciclo rápido do carbono, enquanto os combustíveis fósseis liberam CO2 que estava enterrado no subsolo como parte do ciclo lento do carbono. O metano é um gás de efeito estufa de curta duração produzido pela decomposição de matéria orgânica e pela pecuária, bem como pela extração de combustíveis fósseis. Mudanças no uso da terra também podem impactar os padrões de precipitação e a refletividade da superfície da Terra. É possível reduzir as emissões da agricultura reduzindo o desperdício alimentar, adotando uma dieta mais baseada em vegetais (também conhecida como dieta de baixo carbono) e aprimorando os processos agrícolas.
Várias políticas podem incentivar a mitigação das mudanças climáticas, como sistemas de precificação de carbono que tributam as emissões de CO2 ou limitam as emissões totais e comercializam créditos de emissão. Os subsídios aos combustíveis fósseis podem ser substituídos por subsídios à energia limpa e podem ser oferecidos incentivos para a instalação de medidas de eficiência energética ou para a adoção de fontes de energia limpa. Outro desafio é superar objeções ambientais ao construir novas fontes de energia limpa e fazer modificações na rede elétrica.

## Definições e escopo
A mitigação das mudanças climáticas visa sustentar os ecossistemas existentes para manter a civilização humana, o que requer cortes drásticos nas emissões de gases com efeito de estufa.(p1–64) O Painel Intergovernamental sobre Mudanças Climáticas (IPCC) define mitigação (das mudanças climáticas) como "uma intervenção humana para reduzir as emissões ou aumentar o sequestro de gases do efeito estufa". :2239
É possível abordar diferentes medidas de mitigação em paralelo, visto que não existe um caminho único para limitar o aquecimento global a 1,5 ou 2 °C.:109 Existem pelo menos quatro tipos de medidas:
1. Energia sustentável e transporte sustentável
2. Conservação de energia, incluindo uso eficiente de energia
3. Agricultura sustentável e política industrial verde
4. Aprimoramento dos escoadouros de carbono e a remoção de carbono, incluindo sequestro de carbono

O IPCC definiu a remoção de dióxido de carbono como "atividades antropogênicas que removem dióxido de carbono (CO2) da atmosfera e o armazenam de forma duradoura em reservatórios geológicos, terrestres ou oceânicos, ou em produtos. Inclui o aprimoramento antropogênico existente e potencial de escoadouros biológicos ou geoquímicos de CO2 e a captura e armazenamento direto de dióxido de carbono no ar (direct air carbon dioxide capture and storage, DACCS), mas exclui a absorção natural de CO2 não causada diretamente por atividades humanas."

### Relação com a modificação da radiação solar (SRM)
Embora a modificação da radiação solar (solar radiation modification, SRM) possa reduzir as temperaturas da superfície, ela pode mascarar temporariamente as alterações climáticas em vez de abordar a causa primária, que são os gases do efeito estufa.:14–56 O SRM funcionaria alterando a quantidade de radiação solar que a Terra absorve. :14–56 Alguns exemplos incluem a redução da quantidade de luz solar que chega à superfície, a redução da espessura óptica e da vida útil das nuvens e a alteração da capacidade da superfície de refletir radiação. O IPCC descreve a SRM como uma estratégia de redução do risco climático ou uma opção suplementar, em vez de uma opção de mitigação climática.
A terminologia nessa área ainda está se desenvolvendo. Os especialistas às vezes usam o termo geoengenharia ou engenharia climática na literatura científica tanto para CDR (Remoção de Dióxido de Carbono) quanto para SRM, se as técnicas forem usadas em escala global. :6–11Os relatórios do IPCC já não utilizam os termos geoengenharia ou engenharia climática.

## Tendências e compromissos de emissões
O governo dos Estados Unidos tem tido atitudes inconstantes em relação às emissões de gases de efeito estufa. O governo George W. Bush optou por não assinar o Protocolo de Quioto, mas o governo Obama entrou no Acordo de Paris. Em junho de 2017, o governo Trump retirou-se do Acordo de Paris enquanto aumentava a exportação de petróleo bruto e gás, tornando os Estados Unidos o maior produtor.
Em 2021, o governo Biden se comprometeu a reduzir as emissões para metade dos níveis de 2005 até 2030. Em 2022, o presidente Biden sancionou a Lei de Redução da Inflação, que deve fornecer cerca de US$ 375 bilhões em 10 anos para combater as mudanças climáticas. Em 2022, o custo social do carbono é de 51 dólares por tonelada, enquanto os acadêmicos dizem que deve ser mais de três vezes maior.
As emissões de gases do efeito estufa provenientes de atividades humanas aumentam o chamado efeito estufa, o que contribui para as mudanças climáticas. Boa parte deses gases é dióxido de carbono proveniente da queima de combustíveis fósseis como carvão, petróleo e gás natural. As emissões causadas pelo homem aumentaram o dióxido de carbono atmosférico em cerca de 50% em relação aos níveis pré-industriais. As emissões na década de 2010 atingiram um recorde médio de 56 bilhões de toneladas por ano. Em 2016, a energia para eletricidade, aquecimento e transporte foi responsável por 73,2% das emissões de gases do efeito estufa. Os processos industriais diretos representaram 5,2%, os resíduos 3,2% e a agricultura, silvicultura e utilização do solo 18,4% 
A geração de eletricidade e o transporte são os principais emissores. A maior fonte individual são as centrais elétricas alimentadas a carvão, com 20% das emissões de gases do efeito estufa. O desmatamento e outras mudanças no uso da terra também emitem dióxido de carbono e metano. As maiores fontes de emissões antropogênicas de metano são a agricultura e a liberação de gases e emissões fugitivas da indústria de combustíveis fósseis. A maior fonte agrícola de metano é a pecuária. Os solos agrícolas emitem óxido nitroso, em parte devido aos fertilizantes. O Acordo de Kigali, adotado por diversos países em 2022, busca ser uma solução política para o problema dos gases fluorados dos fluídos refrigerantes.
O dióxido de carbono (CO2) é o principal gás de efeito estufa emitido. Emissões de metano (CH4) têm quase o mesmo impacto a curto prazo. O óxido nitroso (N2O) e os gases fluorados (gases F) desempenham um papel menor. O gado e o estrume produzem 5,8% de todas as emissões de gases do efeito estufa. Mas isso depende do período de tempo usado para calcular o potencial de aquecimento global do respectivo gás.
As emissões de gases do efeito estufa (GEE) são medidas em equivalentes em CO2. Os cientistas determinam seus equivalentes em CO2 a partir de seu potencial de aquecimento global (PAG). Isso depende do seu tempo de vida na atmosfera. Existem métodos de contabilidade de gases de efeito estufa amplamente utilizados que convertem volumes de metano, óxido nitroso e outros gases de efeito estufa em um valor  equivalente em dióxido de carbono. As estimativas dependem em grande parte da capacidade dos oceanos e escoadouros terrestres de absorver esses gases. Poluentes climáticos de vida curta (SLCPs) persistem na atmosfera por um período que varia de dias a 15 anos. O dióxido de carbono pode permanecer na atmosfera por milênios. Poluentes climáticos de curta duração incluem metano, hidrofluorcarbonetos (HFCs), ozônio troposférico e carbono negro.
Satélites são cada vez mais usados pelos cientistas para localizar e medir emissões de gases de efeito estufa e desmatamento. Anteriormente, os cientistas baseavam-se, em grande parte, em estimativas de emissões de gases e em dados fornecidos pelos governos.

### Cortes de emissões necessários

Cenários globais de emissão de gases de efeito estufa, com base em políticas e compromissos vigentes em novembro de 2021

Em 2022, o Relatório Anual sobre a Lacuna de Emissões do PNUMA declarou que era necessário reduzir as emissões quase pela metade. "Para sermos capazes de limitar o aquecimento global a 1,5 °C, as emissões globais anuais de GEE devem ser reduzidas em 45%, em comparação com as projeções de emissões debaixo das políticas atualmente em vigor, em apenas oito anos, e devem continuar a diminuir rapidamente após 2030, para evitar esgotar o limitado orçamento de carbono atmosférico restante." :xvi O relatório comentou que o mundo deveria concentrar-se em transformações econômicas de base ampla e não em mudanças incrementais. :xvi
Em 2022, o Painel Intergovernamental sobre Mudanças Climáticas (IPCC) divulgou seu Sexto Relatório de Avaliação sobre mudanças climáticas, alertando que, para que tenhamos uma boa chance de limitar o aquecimento global a 1,5. °C (2,7 °F), as emissões de gases do efeito estufa devem atingir o pico antes de 2025, o mais tardar, e diminuir 43% até 2030. Ou nas palavras do Secretário-Geral das Nações Unidas, António Guterres: “Os principais emissores devem reduzir drasticamente as emissões a partir deste ano”.

### Compromissos
Em 9 de novembro de 2021, o Climate Action Tracker apontou que a temperatura global deve aumentar em 2,7 °C até o final do século com as políticas atuais e até 2,9 °C com políticas adotadas nacionalmente. A temperatura pode aumentar em 2,4 °C se os países apenas implementarem os compromissos para 2030. O aumento seria de 2,1 °C incluindo o cumprimento das metas de longo prazo. A concretização total das metas anunciadas implicaria em um aumento da temperatura global que atingiria o pico de 1,9 °C e desceria até 1,8 °C até o ano 2100. Especialistas reúnem informações sobre compromissos climáticos no Portal Global de Ação Climática (Non-state Actor Zone for Climate Action, NAZCA). A comunidade científica está verificando o seu cumprimento.
Durante a Conferência das Nações Unidas sobre as Mudanças Climáticas de 2021 (COP26), em Glasgow, o grupo de pesquisadores que comanda o Climate Action Tracker analisou países responsáveis por 85% das emissões de gases do efeito estufa. Descobriu-se que apenas quatro países ou entidades políticas — UE, Reino Unido, Chile e Costa Rica — publicaram um plano oficial detalhado que descreve as etapas para atingir as metas de mitigação para 2030. Estas quatro entidades são responsáveis por 6% das emissões globais de gases do efeito estufa.
Em 2021, os EUA e a União Europeia lançaram o Compromisso Global pelo Metano com o objetivo de reduzir as emissões de metano em 30% até 2030. Reino Unido, Argentina, Indonésia, Itália e México aderiram à iniciativa. Gana e Iraque demonstraram interesse em aderir. Um resumo da reunião feito pela Casa Branca observou que esses sete países representam seis dos 15 maiores emissores de metano a nível mundial. Israel também aderiu à iniciativa.

## Energia de baixo carbono

O carvão, o petróleo e o gás natural continuam a ser as principais fontes de energia globais, mesmo com o rápido aumento das energias renováveis.

O sistema energético inclui o fornecimento e o uso de energia, e é o principal emissor de dióxido de carbono (CO2). :6-6 O setor energético precisa reduzir rápida e profundamente suas emissões de CO2 e outros gases do efeito estufa no setor energético para limitar o aquecimento global a um nível abaixo dos 2 °C.:6-3 As recomendações do IPCC incluem a redução do consumo de combustíveis fósseis, o aumento da produção de bens usando fontes de energia de baixo ou zero carbono e o aumento da utilização de eletricidade e fontes de energia alternativas. :6-3
Quase todos os cenários e estratégias de mitigação envolvem um aumento significativo na utilização de energias renováveis em combinação com medidas de eficiência energética. :xxiii Será necessário acelerar a implementação de energias renováveis em seis vezes, passando de um crescimento anual de 0,25% em 2015 para 1,5%, para manter o aquecimento global abaixo dos 2%. °C.

As fontes de energia renováveis, especialmente a energia solar fotovoltaica e a energia eólica, estão a fornecer uma cota cada vez maior da capacidade energética.

A competitividade da energia renovável é fundamental para uma implantação rápida. Em 2020, a energia eólica em terra firme e a energia solar fotovoltaica foram as fontes mais baratas para a nova geração de eletricidade em massa em muitas regiões. As energias renováveis podem ter custos de armazenamento mais elevados, mas as não renováveis podem ter custos de limpeza mais elevados. Um preço de carbono pode aumentar a competitividade das energias renováveis.

### Energia solar e eólica

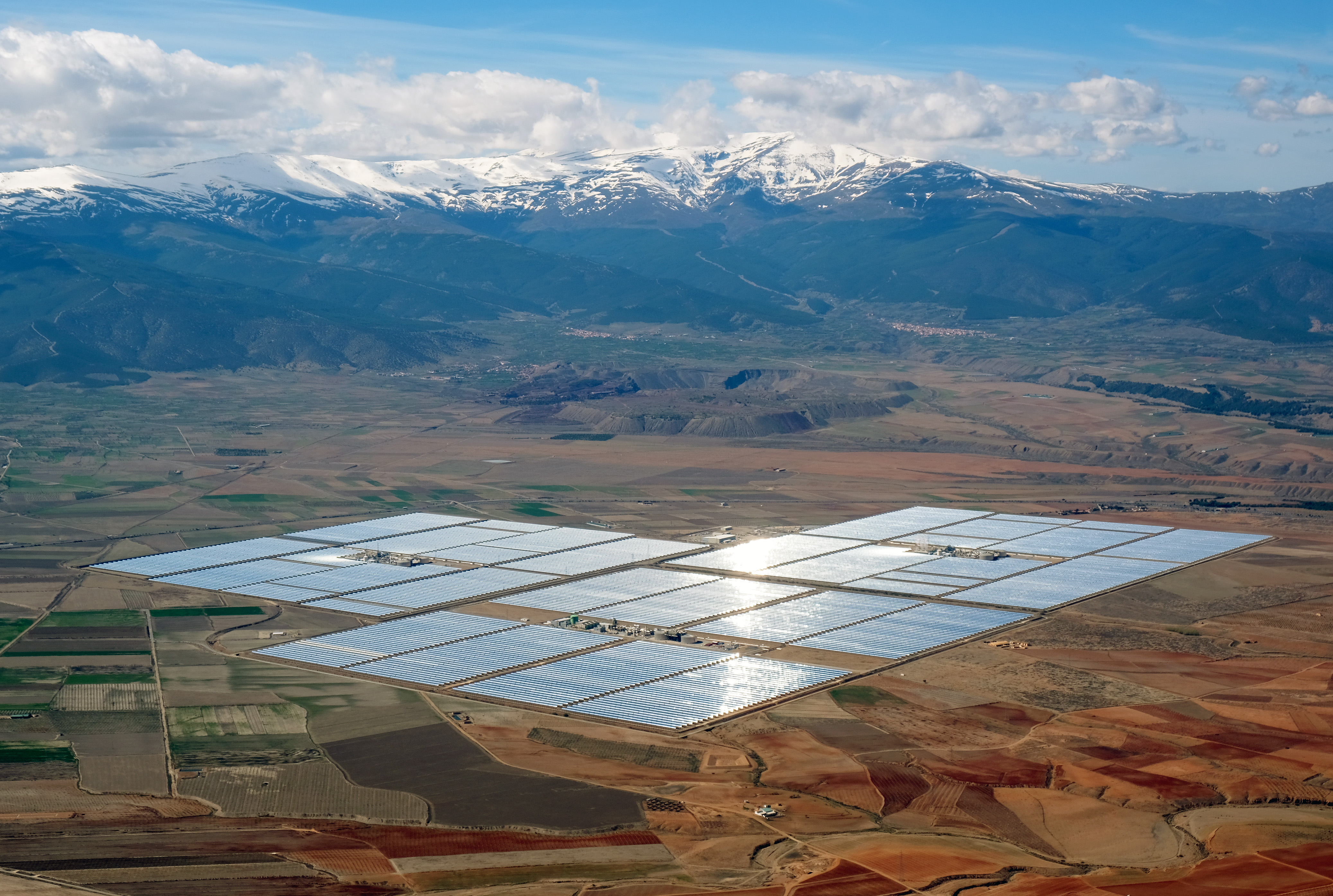
A usina solar Andasol de 150 MW é uma usina solar térmica comercial de calha parabólica, localizada na Espanha. A usina Andasol usa tanques de sal fundido para armazenar energia solar para que possa continuar gerando eletricidade por 7,5 horas após o sol parar de brilhar.

O vento e o sol podem fornecer grandes quantidades de energia de baixo carbono a custos de produção competitivos. De acordo com o IPCC, estas duas opções de mitigação têm o maior potencial para reduzir as emissões antes de 2030 a um baixo custo. :43A  energia solar fotovoltaica tornou-se a forma mais barata de gerar eletricidade em muitas regiões do mundo. O crescimento da energia fotovoltaica tem sido quase exponencial. Duplicou aproximadamente a cada três anos desde a década de 1990. Uma tecnologia diferente é a energia solar concentrada, que usa espelhos ou lentes para concentrar uma grande área de luz solar em um receptor. Nesse modelo a energia pode ser armazenada por algumas horas, fornecendo suprimento à noite. O aquecimento solar de água duplicou entre 2010 e 2019.

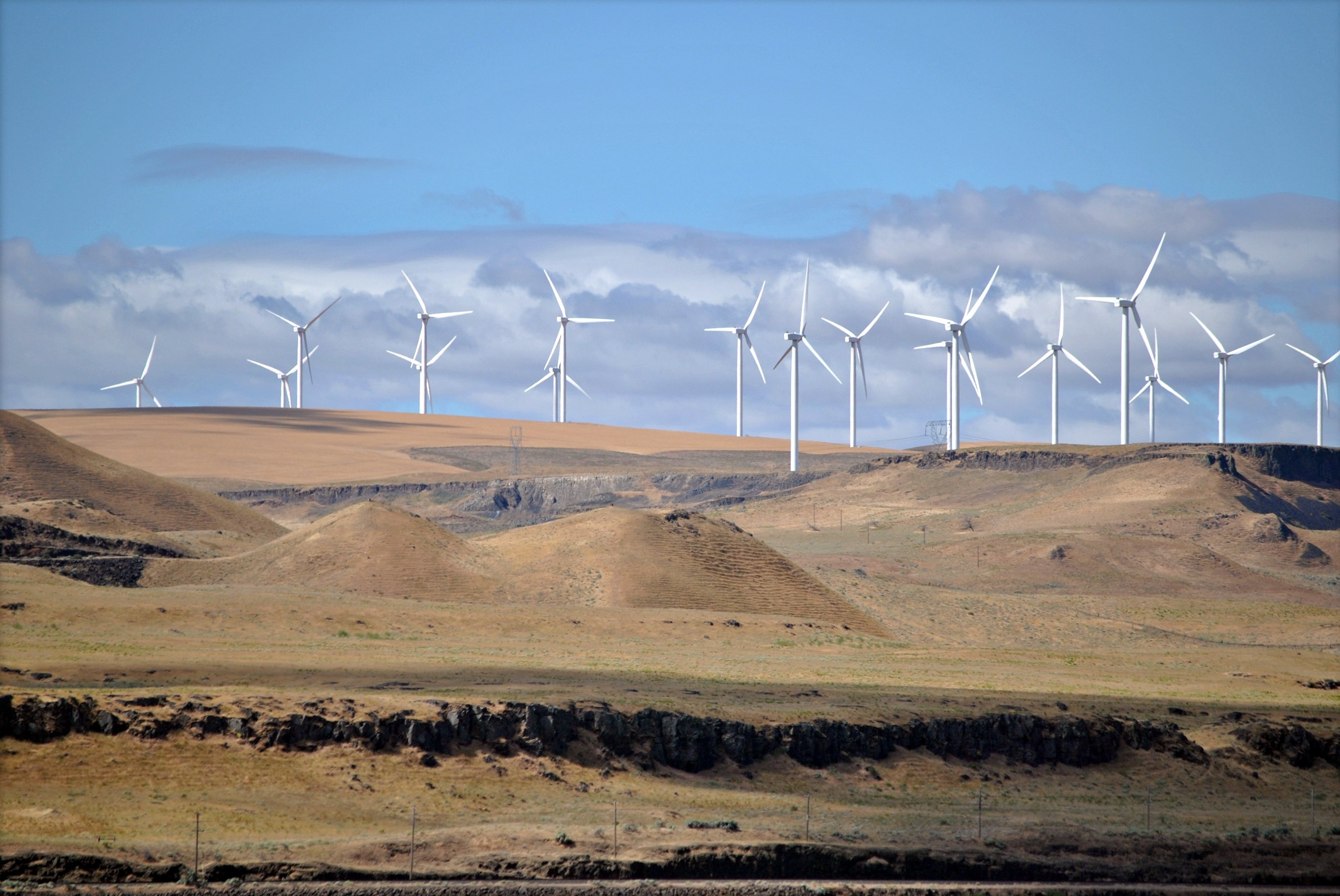
O Parque Eólico Shepherds Flat é um parque eólico com capacidade de 845 megawatts (MW) no estado americano do Oregon. Cada turbina é um gerador de eletricidade com potência nominal de 2 ou 2,5 MW.

As regiões nas latitudes mais elevadas do norte e do sul têm o maior potencial para a energia eólica. Parques eólicos marítimos são mais caros, mas fornecem mais energia por capacidade instalada com menos flutuações. Na maioria das regiões, a geração de energia eólica é maior no inverno, quando a produção de energia fotovoltaica é baixa. Por esta razão, as combinações de energia eólica e solar resultam em sistemas mais equilibrados.

### Outras energias renováveis

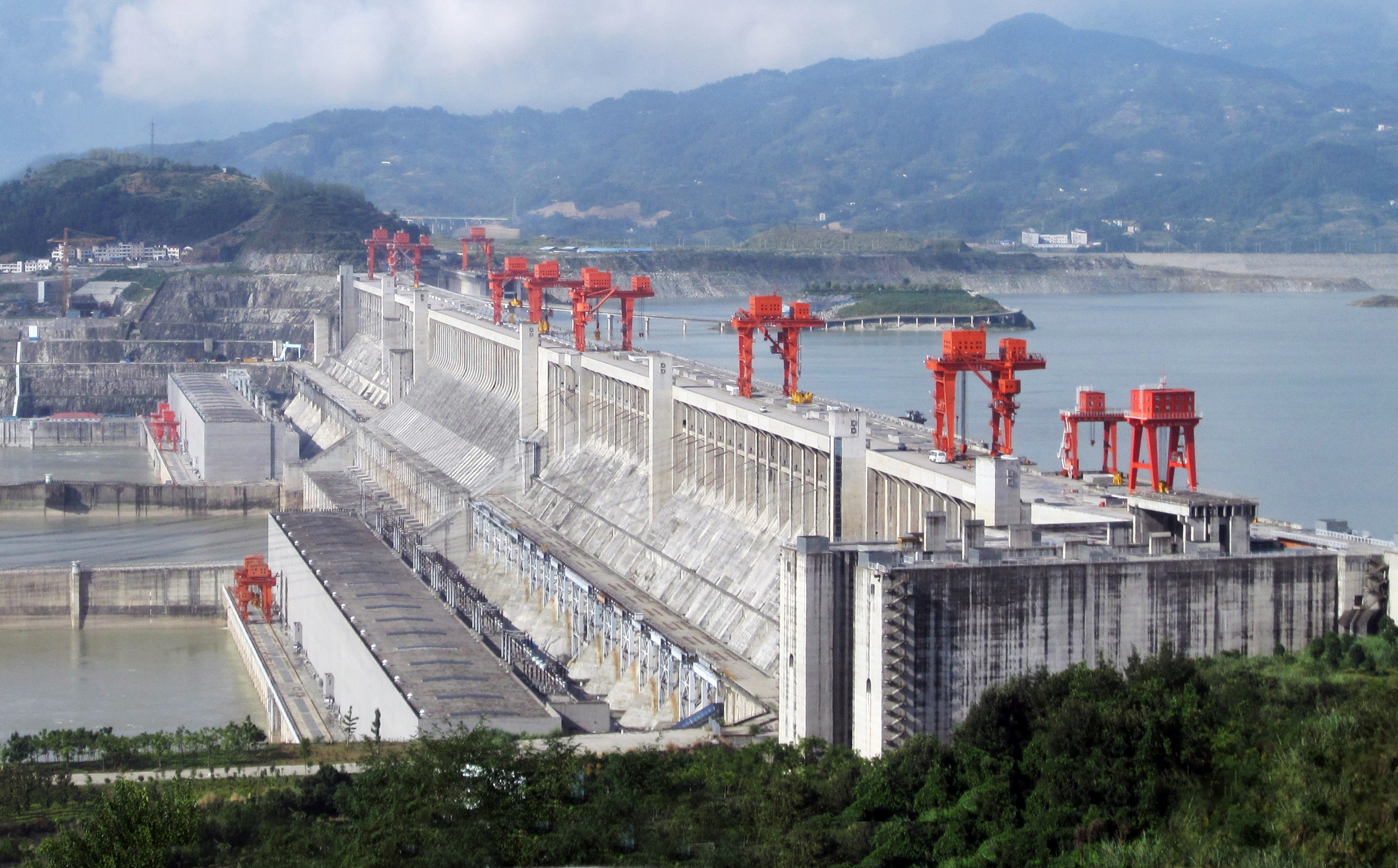
A Barragem das Três Gargantas, com capacidade nominal de 22.500 MW, na República Popular da China, é a maior central hidroelétrica do mundo.

Outras formas de energia renovável bem consolidadas são a energia hidrelétrica, bioenergia e energia geotérmica.
- A energia hidrelétrica é a eletricidade gerada pela energia potencial de uma massa de água e desempenha um papel de liderança em países como Brasil, Noruega e China,[55] mas possui limitações geográficas e questões ambientais.[56] A energia das marés pode ser usada em regiões costeiras.
- A bioenergia pode fornecer energia para eletricidade, aquecimento e transporte. A bioenergia, em particular o biogás, pode proporcionar geração de eletricidade distribuível.[57] Enquanto a queima de biomassa derivada de plantas libera CO2, as plantas retiram CO2 da atmosfera enquanto crescem. As tecnologias de produção, transporte e processamento de um combustível têm um impacto significativo nas emissões do ciclo de vida do combustível.[58] Por exemplo, a aviação está começando a utilizar biocombustíveis renováveis.[59]
- Energia geotérmica é energia elétrica gerada a partir do calor proveniente do interior da Terra. A geração de energia geotérmica é atualmente utilizada em 26 países.[60] O aquecimento geotérmico é utilizado em 70 países.

### Integrando energia renovável variável
A produção de energia eólica e solar não corresponde consistentemente à demanda por essas fontes. Para fornecer eletricidade confiável a partir de fontes de energia renováveis variáveis, como a eólica e a solar, os sistemas de energia elétrica devem ser flexíveis. A maioria das redes elétricas foi construída para fontes de energia não intermitentes, como as centrais elétricas a carvão. Portanto, a inclusão de maiores quantidades de energia solar e eólica na rede requer mudanças no sistema energético. Tais mudanças são necessárias para garantir que a oferta de eletricidade corresponda à demanda.
Há várias maneiras de tornar o sistema energético mais flexível. Em muitos lugares, a geração eólica e solar são complementares em escala diária e sazonal; há mais vento durante a noite e no inverno, momentos em que a produção de energia solar é baixa. Conectar diferentes regiões geográficas por meio de linhas de transmissão de longa distância também permite reduzir variações. Também é possível mudar a demanda de energia ao longo do tempo, por meio da gestão da demanda energética e a utilização de redes inteligentes. O acoplamento de setores pode proporcionar maior flexibilidade. Isto envolve a ligação do setor da electricidade ao setor do aquecimento e da mobilidade através de sistemas de conversão de energia em calor e veículos eléctricos.

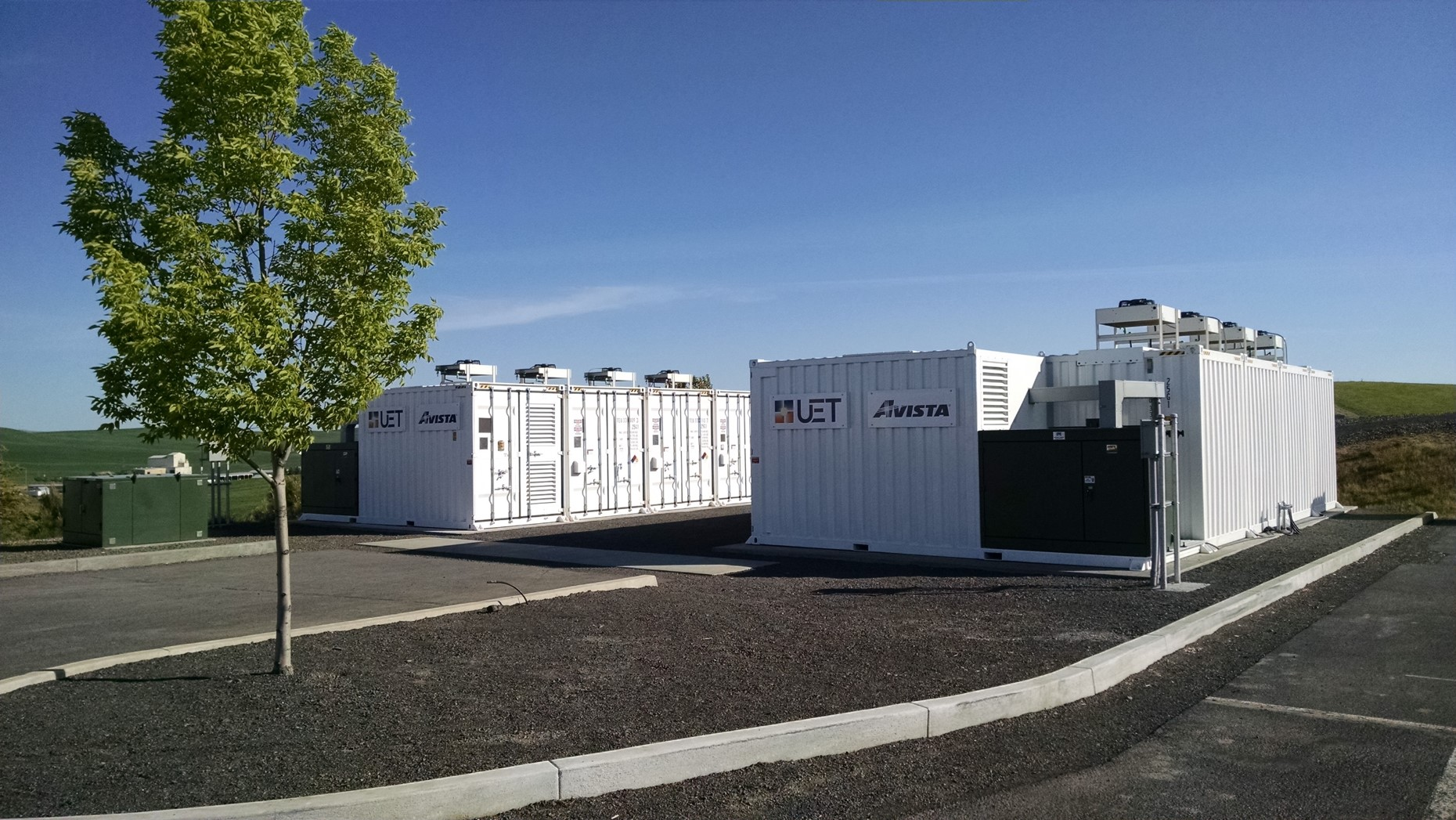
Local de armazenamento de baterias

O armazenamento de energia ajuda a superar as barreiras à energia renovável intermitente. O método de armazenamento mais comumente usado e disponível é a energia hidrelétrica por bombeamento. Isso requer locais com grandes diferenças de altura e acesso à água. Baterias também são amplamente utilizadas. Elas normalmente armazenam eletricidade por curtos períodos. Baterias têm baixa densidade de energia. Isto e o seu custo tornam-nas impraticáveis para o grande armazenamento de energia necessário para equilibrar as variações inter-sazonais na produção de energia. Alguns locais implementaram armazenamento de energia hidrelétrica bombeada com capacidade para uso por vários meses.

### Energia nuclear
A energia nuclear pode complementar as energias renováveis na produção de electricidade. Por outro lado, os riscos ambientais e de segurança podem superar os benefícios.
A construção de um reator nuclear atualmente leva cerca de 10 anos, o que pode ser mais demorado do que o tempo necessário para ampliar a implementação da energia eólica e solar. :335 E esta questão de tempo dá origem a riscos de crédito. No entanto, a energia nuclear pode ser muito mais barata na China. A China está construindo um número significativo de novas centrais elétricas. Desde 2019 o custo do prolongamento da vida útil das centrais nucleares é competitivo com outras tecnologias de produção de electricidade se os custos a longo prazo da eliminação de resíduos nucleares forem excluídos do cálculo. Também não existe seguro financeiro suficiente para acidentes nucleares.

## Redução da demanda
Reduzir a demanda por produtos e serviços que causam mais emissões de GEE pode contribuir para a mitigação das mudanças climáticas. Uma das maneiras de reduzir a procura é através de mudanças comportamentais e culturais, como alterações na dieta, especialmente a redução do consumo de carne. Outra é reduzir a demanda por meio da melhoria da infraestrutura, como construir boas redes de transporte público. Por fim, mudanças na tecnologia de uso final podem reduzir a demanda de energia. Por exemplo, uma casa bem isolada emite menos gases do que uma casa mal isolada. (p119)
Opções de mitigação que reduzem a demanda por produtos ou serviços podem ajudam os indivíduos a tomar decisões sobre assuntos pessoais, como transporte e alimentação, de forma a reduzir sua pegada de carbono.:5-3 Estas são opções de mitigação do lado da demanda e possuem fatores sociais atrelados. Por exemplo, pessoas com alto status socioeconômico geralmente causam mais emissões de gases de efeito estufa do que aquelas com status mais baixo. Ao reduzirem as suas emissões e promoverem políticas verdes, estas pessoas tornam-se modelos de estilo de vida com baixo teor de carbono. :5-4 No entanto, existem muitas variáveis psicológicas que influenciam os consumidores. Estes incluem a consciência e o risco percebido.
Políticas governamentais podem apoiar ou dificultar opções de mitigação do lado da demanda. Por exemplo,  políticas públicas podem promover conceitos de economia circular que apoiem a mitigação das mudanças climáticas. :5–6 A economia de compartilhamento contribui para a diminuição de emissões de gases do efeito estufa por promover atividades humanas voltadas à produção de valores de uso comum e baseadas em formas mais horizontais de organização do trabalho, na mutualização dos bens, espaços e instrumentos (com ênfase no uso e não na posse) e na organização dos cidadãos em redes ou comunidades.
Há um debate sobre a correlação entre o crescimento econômico e as emissões. Parece que o crescimento económico já não implica necessariamente em emissões mais elevadas.

### Conservação e eficiência energética
A procura global de energia primária ultrapassou os 161 000 terawatts-hora (TWh) em 2018. Isso se refere à eletricidade, transporte e aquecimento, incluindo todas as perdas energéticas. No transporte e na produção de eletricidade, o uso de combustíveis fósseis tem uma eficiência baixa, inferior a 50%. Grandes quantidades de calor em usinas de energia e em motores de veículos são desperdiçadas. A quantidade real de energia consumida é significativamente menor, 116.000 TWh.
Economia de energia é o esforço feito para reduzir o consumo de energia por meio da diminuição do uso de um serviço energético, ou por usar a energia de forma mais eficiente, o que significa usar menos energia do que antes para produzir o mesmo serviço. Outra maneira é reduzir a quantidade de serviço utilizado, como dirigir menos. A economia de energia está no topo da hierarquia da energia sustentável. Ao reduzir o desperdício e as perdas, os consumidores podem economizar energia. O aprimoramento da tecnologia, bem como as melhorias nas operações e na manutenção, podem resultar em melhorias gerais na eficiência.
A eficiência energética requer processos de redução da quantidade de energia necessária para fornecer produtos e serviços. A melhoria da eficiência energética em edifícios, dos processos industriais e do transporte poderia reduzir em um terço as necessidades energéticas do mundo em 2050, o que ajudaria a reduzir as emissões globais de GEE. Por exemplo, isolar um edifício permite que ele use menos energia de aquecimento e resfriamento para atingir e manter o conforto térmico. As melhorias na eficiência energética são geralmente alcançadas através da adoção de uma tecnologia ou processo de produção mais eficiente. Outra maneira é usar métodos comumente aceitos para reduzir perdas de energia.

### Mudanças no estilo de vida
A ação individual a respeito as mudanças climáticas pode incluir escolhas pessoais em muitas áreas, como dieta, viagens, uso de energia doméstica, consumo de bens e serviços e tamanho da família. As pessoas que desejam reduzir a sua pegada de carbono podem tomar medidas de alto impacto, como evitar voos frequentes e o uso de veículos movidos a gasolina, a adoção de uma dieta majoritariamente baseada em plantas, ter menos filhos, prolongar a vida útil de roupas e produtos elétricos e eletrificar as residências. Essas abordagens são mais práticas para pessoas em países de alta renda com estilos de vida de alto consumo. Naturalmente, é mais difícil para aqueles com renda mais baixa fazer esse tipo de mudança, visto que opções como carros elétricos podem não estar disponíveis. O consumo excessivo é mais responsável pelas mudanças climáticas do que o aumento populacional. Os estilos de vida de alto consumo têm um maior impacto ambiental, com os 10% mais ricos sendo responsáveis por cerca de metade das emissões totais resultantes do estilo de vida da população.

### Mudanças alimentares
Cientistas afirmam que evitar carne e laticínios é a melhor maneira de um indivíduo reduzir seu impacto ambiental. A adoção generalizada de uma dieta vegetariana poderá reduzir as emissões de gases do efeito estufa relacionadas com a alimentação em 63% até 2050. A China introduziu novas diretrizes alimentares em 2016, que visam reduzir o consumo de carne em 50% e reduzir as emissões de gases do efeito estufa em 1 bilhão de toneladas por ano até 2030. No geral, os alimentos são responsáveis pela maior parcela das emissões de gases de efeito estufa baseadas no consumo, e é responsável por quase 20% da pegada de carbono global. Quase 15% de todas as emissões antropogênicas de gases do efeito estufa foram atribuídas ao sector pecuário.

Pegada ambiental de 55.504 cidadãos do Reino Unido por grupo alimentar (Nat Food 4, 565–574, 2023)

A adoção de dietas baseadas em plantas ajudaria a mitigar as mudanças climáticas. Em particular, a redução do consumo de carne ajudaria a reduzir as emissões de metano. Se as nações de alta renda adotassem uma dieta baseada em plantas, grandes quantidades de terra usadas para a pecuária poderiam retornar ao seu estado natural. Essa única medida teria o potencial de sequestrar 100 bilhões de CO2 até o final do século. Uma análise abrangente concluiu que as dietas baseadas em vegetais reduzem significativamente as emissões, a poluição da água e a utilização dos solos (em 75%), ao mesmo tempo que reduzem a destruição da vida selvagem e a utilização da água.

### Tamanho da família
O crescimento populacional resultou em maiores emissões de gases do efeito estufa na maioria das regiões, particularmente na África.:6–11 No entanto, o crescimento econômico tem um efeito nocivo maior do que o crescimento populacional.:6–622 O aumento da renda, as mudanças nos padrões de consumo e alimentação, bem como o crescimento populacional, causam pressão sobre a terra e outros recursos naturais, o que conduz a mais emissões de gases do efeito estufa e a redução dos escoadouros de carbono. :117Alguns acadêmicos argumentam que as políticas humanas para diminuir o crescimento populacional deveriam fazer parte de uma resposta climática ampla, juntamente com políticas que acabem com a utilização de combustíveis fósseis e incentivem o consumo sustentável. Os avanços na educação feminina e na saúde reprodutiva, especialmente o planejamento familiar voluntário, podem contribuir para a redução do crescimento populacional. :5–35

## Preservar e melhorar os escoadouros de carbono

Cerca de 58% das emissões de foram absorvidas por escoadouros de carbono, que incluem o crescimento das plantas, a absorção pelo solo e a absorção pelos oceanos (Orçamento Global de Carbono de 2020).

Uma medida importante de mitigação é “preservar e melhorar os escoadouros de carbono”. Isso se refere ao gerenciamento dos escoadouros naturais de carbono da Terra de uma forma que preserve ou aumente sua capacidade de remover CO2 da atmosfera e armazená-lo de forma duradoura. Os cientistas também chamam esse processo de sequestro de carbono. No contexto da mitigação das mudanças climáticas, o IPCC define um escoadouro como “qualquer processo, atividade ou mecanismo que remova um gás do efeito estufa, um aerossol ou um precursor de um gás do efeito estufa da atmosfera”.:2249 A nível mundial, os dois escoadouros de carbono mais importantes são a vegetação e o oceano.
Para aumentar a capacidade dos ecossistemas de sequestrar carbono, são necessárias mudanças na agricultura e na silvicultura. Exemplos de mudanças nessas áreas são a prevenção do desmatamento e a restauração dos ecossistemas naturais através de reflorestação.:266 Cenários que limitam o aquecimento global a 1,5 °C normalmente projetam o uso em larga escala de métodos de remoção de dióxido de carbono ao longo do século XXI.:1068 :17 Existem preocupações quanto à dependência excessiva destas tecnologias e aos seus impactos ambientais.:17 :34 Mas a restauração dos ecossistemas e a redução da conversão estão entre as ferramentas de mitigação com maior potencial de redução de emissões antes de 2030. :43
As opções de mitigação baseadas no gerenciamento da terra são chamadas de "opções de mitigação AFOLU" no relatório de 2022 do IPCC. A abreviatura em inglês significa "agricultura, silvicultura e outros usos da terra":37 O relatório descreveu o potencial de mitigação econômica de atividades relevantes em torno de florestas e ecossistemas como "a conservação, a gestão melhorada e a restauração de florestas e outros ecossistemas (zonas úmidas costeiras, turfeiras, savanas e pastagens)". Um alto potencial de mitigação é encontrado na redução do desmatamento em regiões tropicais. O potencial econômico destas atividades foi estimado entre 4,2 e 7,4 gigatoneladas de dióxido de carbono equivalente (GtCO2 -eq) por ano. :37

### Florestas

#### Conservação
O Relatório Stern sobre a economia das mudanças climáticas declarou em 2007 que a redução do desmatamento era uma forma altamente rentável de reduzir as emissões de gases do efeito estufa. Cerca de 95% do desmatamento ocorre nos trópicos, onde a limpeza de terras para a agricultura é uma das principais causas. Uma estratégia de conservação florestal consiste em transferir os direitos sobre as terras da propriedade pública para os seus habitantes indígenas. Porém, as concessões territoriais frequentemente beneficiam poderosas empresas extrativistas. Estratégias de conservação que excluem e até expulsam humanos, chamadas de fortalezas de conservação, geralmente levam a uma maior exploração da terra. Isto acontece porque os habitantes nativos acabam tendo de trabalhar nas empresas extrativistas para sobreviver.
O manejo florestal é a promoção das florestas para que capturem todo o seu potencial ecológico, o que inclui o gerenciamento da madeira, estética, recreação, valores urbanos, água, vida selvagem, pesca interior e costeira, produtos de madeira, recursos fitogenéticos e outros valores de recursos florestais. Esta é uma estratégia de mitigação, pois florestas secundárias que cresceram novamente em terras agrícolas abandonadas apresentam menos biodiversidade do que as florestas antigas originais. As florestas originais armazenam 60% mais carbono do que estas novas florestas. As estratégias incluem a reintrodução da vida selvagem e o estabelecimento de corredores de vida selvagem.

#### Florestamento e reflorestamento
O florestamento é o estabelecimento de árvores onde antes não havia cobertura florestal. Cenários de novas plantações cobrindo até 4 bilhões de hectares (6300 x 6300 km) sugerem um armazenamento cumulativo de carbono de mais de 900 GtC (2300 Gt CO2) até 2100. Porém, o florestamento não é uma alternativa viável à redução agressiva de emissões, visto que as plantações teriam de ser tão grandes que eliminariam a maioria dos ecossistemas naturais ou reduziriam a produção de alimentos. Um exemplo é a Campanha Trilhão de Árvores. No entanto, a preservação da biodiversidade também é importante e, por exemplo, nem todas as pastagens são adequadas para conversão em florestas. As pastagens podem até mesmo deixar de ser escoadouros de carbono e se tornar fontes de carbono.

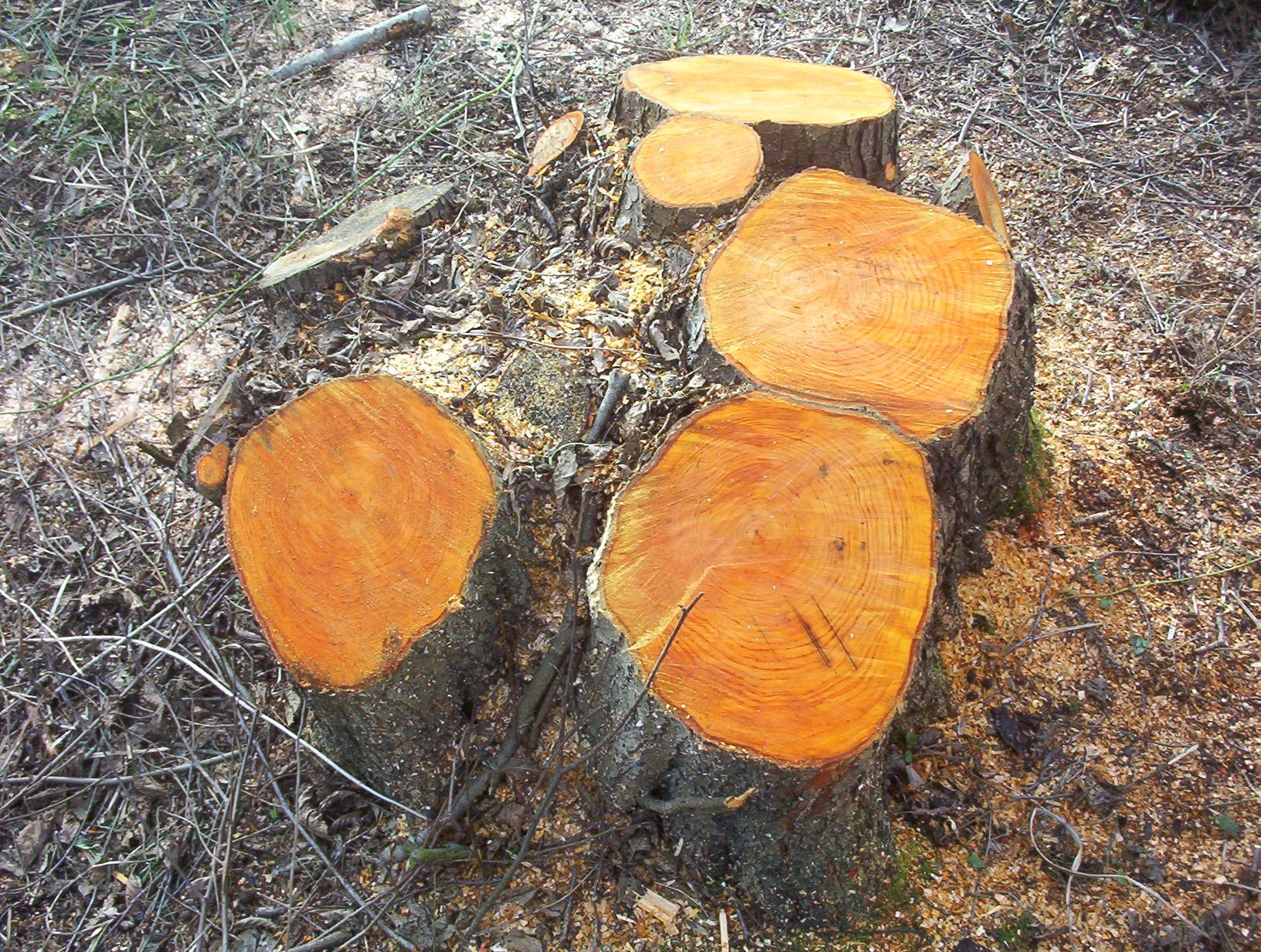
Ajudar raízes e tocos de árvores existentes a crescer novamente é considerado mais eficiente do que plantar árvores, mesmo em áreas desmatadas há muito tempo. A falta de propriedade legal das árvores por parte dos habitantes locais é o maior obstáculo que impede o seu crescimento.

Reflorestamento  a regeneração natural ou intencional de florestas e matas que foram esgotadas anteriormente, geralmente devido ao desmatamento. O reflorestamento pode salvar pelo menos 1 GtCO2 por ano, a um custo estimado de 5 a 15 dólares por tonelada de dióxido de carbono (tCO2). A restauração de todas as florestas degradadas em todo o mundo poderia capturar cerca de 205 GtC (750 Gt CO2 ). Com o aumento da agricultura intensiva e da urbanização, há um aumento na quantidade de terras agrícolas abandonadas. Segundo algumas estimativas, para cada acre de floresta primária original abatido, crescem mais de 50 acres de novas florestas secundárias. Em alguns países, promover a regeneração em terras agrícolas abandonadas poderia compensar anos de emissões.
Plantar novas árvores pode ser um investimento caro e arriscado. Por exemplo, cerca de 80% das árvores plantadas no Sahel morrem em dois anos. O reflorestamento tem um maior potencial de armazenamento de carbono do que o florestamento. Mesmo áreas há muito desmatadas contém uma "floresta subterrânea" de raízes e tocos de árvores ainda vivos. Ajudar espécies nativas a brotar naturalmente não apenas custa menos do que plantar novas árvores como produz plantas com maior chance de sobrevivência. Isso pode incluir processos como a poda e a talhadia para acelerar o crescimento. Essa derrubada também fornece madeira para combustível, o que em outras circunstâncias seria uma fonte de desmatamento. Tais práticas, chamadas de agrossilvicultura, são conhecidas por séculos, mas o principal obstáculo para sua implementação é a posse das árvores pelo estado. O estado frequentemente vende os direitos madeireiros para empresas, o que leva os moradores a arrancar mudas poras verem como um problema. Ajuda legal para os moradores locais e mudanças nas leis de propriedade como as que ocorreram no Mali e no Níger levaram a mudanças significativas. Tais mudanças foram descritas por cientistas como as maiores transformações ambientais da África. É possível perceber do espaço a diferença entre a terra florestada do Níger e a terra mais árida da Nigéria, onde não ocorreram mudanças legais.

### Solos
Existem muitas formas de aumentar o carbono retido no solo. Isto torna o assunto complexo e difícil de medir e contabilizar.
Um iniciativa global de proteger solos saudáveis e restaurar a esponja de carbono do solo poderia remover 7,6 bilhões de toneladas de dióxido de carbono da atmosfera anualmente, o que corresponde a mais do que as emissões anuais dos EUA. As árvores capturam CO2 enquanto crescem acima do solo e exalam maiores quantidades de carbono abaixo do solo, contribuindo para a construção de uma esponja de carbono no solo. O carbono formado nas árvores acima do solo é liberado como CO2 imediatamente quando a madeira é queimada. Se a madeira morta permanecer intacta, apenas parte do carbono retorna à atmosfera à medida que a decomposição prossegue.
A agricultura pode esgotar o carbono do solo e torná-lo incapaz de sustentar vida. No entanto, a agricultura de conservação pode proteger o carbono do solo e reparar os danos ao longo do tempo. A prática agrícola de culturas de cobertura é uma forma de agricultura de carbono. Os métodos que melhoram o sequestro de carbono no solo incluem o plantio direto, onde a palha e os demais restos vegetais de outras culturas são mantidos na superfície do solo, garantindo cobertura e proteção do mesmo contra processos danosos, tais como a erosão, e a rotação de culturas. Cientistas descreveram as melhores práticas de manejo para solos europeus a fim de aumentar o carbono orgânico do solo. Estas são a conversão de terras aráveis em pastagens, incorporação de palha, cultivo reduzido, incorporação de palha combinada com cultivo reduzido, sistema de cultivo de pastagens e culturas de cobertura.
Outra opção de mitigação é a produção de carvão vegetal e seu armazenamento no solo. Este é o material sólido que permanece após a pirólise da biomassa. A produção de carvão vegetal libera metade do carbono da biomassa — liberado na atmosfera ou capturado com CAC — e retém a outra metade no carvão estável. Pode permanecer no solo por milhares de anos. O carvão vegetal pode aumentar a fertilidade de solos ácidos e aumentar a produtividade agrícola . Durante a produção do carvão vegetal, é liberado calor que pode ser usado como bioenergia.

### Zonas úmidas
Algumas zonas úmidas são uma fonte significativa de emissões de metano. Algumas também emitem óxido nitroso. As turfeiras cobrem globalmente apenas 3% da superfície terrestre, mas armazenam até 550 gigatoneladas (Gt) de carbono. Isto representa 42% de todo o carbono do solo e excede o carbono armazenado em todos os outros tipos de vegetação, incluindo as florestas do mundo. A ameaça às turfeiras inclui a drenagem de áreas destinadas à agricultura. Outra ameaça é o corte de árvores para madeira, uma vez que as árvores ajudam a segurar e fixar as turfeiras. Além disso, a turfa é frequentemente vendida para compostagem. É possível restaurar turfeiras degradadas bloqueando os canais de drenagem nas turfeiras e permitindo que a vegetação natural se recupere.
Manguezais, pântanos salgados e ervas marinhas constituem a maioria dos habitats vegetados do oceano, o que representa 0,05% da biomassa vegetal terrestre, mas armazenam carbono 40 vezes mais rápido do que as florestas tropicais. A pesca de arrasto, a dragagem para desenvolvimento costeiro e o escoamento de fertilizantes têm danificado os habitats costeiros. Por exemplo, 85% dos recifes de ostras no mundo foram removidos nos últimos dois séculos. Os recifes de ostras são compostos de conchas de ostras vivas e mortas e fornecem habitat importante para várias espécies. Por exemplo, os complexos espaços intersticiais tridimensionais dentro dos recifes de ostras fornecem refúgios para presas ou espécies juvenis, o que aumenta a biomassa das presas e, portanto, melhora a transferência trófica. Os recifes de ostras também estabilizam as linhas costeiras promovendo a deposição de sedimentos e amortecendo a energia das ondas, permitindo assim que outros habitats, como leitos de ervas marinhas e áreas pantanosas, se formem, ao mesmo tempo em que diminuem a erosão da linha costeira. Acredita-se que a restauração de zonas úmidas costeiras seja mais rentável do que a restauração de zonas úmidas interiores.

### Oceano profundo
Essas opções se concentram no carbono armazenado em reservatórios oceânicos, e incluem a fertilização dos oceanos, o aumento da alcalinidade dos oceanos ou o aumento do intemperismo.:12–36 O IPCC descobriu em 2022 que as opções de mitigação baseadas no oceano têm atualmente um potencial de implementação limitado, mas avaliou que seu potencial futuro de mitigação é grande. :12–4 Descobriu-se que, no total, os métodos de mitigação oceânca poderiam remover 1–100 Gt de CO2 por ano. :TS-94 Os seus custos ficariam em torno de 40–500 dólares americanos por tonelada de CO2. A maioria dessas opções também poderia ajudar a reduzir a acidificação dos oceanos, que é a queda no valor do pH causada pelo aumento das concentrações atmosféricas de CO2.
O gerenciamento do carbono azul é outro tipo de remoção biológica de dióxido de carbono (Carbon Dioxide Removal, CDR), que pode envolver medidas terrestres e oceânicas.:12–51 :764 O termo geralmente se refere ao papel que os pântanos salgados, os manguezais e as ervas marinhas podem desempenhar no sequestro de carbono. :2220 Alguns desses esforços também podem ocorrer em águas profundas do oceano, onde grande maioria do carbono do oceano é armazenada. Esses ecossistemas podem contribuir para a mitigação das mudanças climáticas e também para a adaptação baseada em ecossistemas. Por outro lado, quando os ecossistemas de carbono azul são degradados ou perdidos, eles liberam carbono de volta para a atmosfera. :2220 Há um interesse crescente no desenvolvimento do potencial do carbono azul. Cientistas descobriram que, em alguns casos, esses tipos de ecossistemas são capazes de remover muito mais carbono por área do que as florestas terrestres. No entanto, a eficácia a longo prazo do carbono azul como solução de remoção de dióxido de carbono continua em discussão.

### Intemperismo aprimorado
O aprimoramento do intemperismo tem o potencial de remover de 2 a 4 Gt de CO2 por ano. Este processo visa acelerar o intemperismo natural espalhando rochas de silicato finamente moídas, como basalto, sobre superfícies, o que acelera as reações químicas entre rochas, água e ar, e remove o dióxido de carbono da atmosfera, armazenando-o permanentemente em minerais de carbonato sólidos ou na alcalinidade do oceano. As estimativas de custos situam-se na faixa dos 50 a 200 dólares americanos por tonelada de CO2. :TS-94

## Outros métodos para capturar e armazenar CO2

Esquema mostrando o sequestro terrestre e geológico de emissões de dióxido de carbono de uma grande fonte pontual, como por exemplo, queima de gás natural

Além dos métodos tradicionais baseados em terra para remover dióxido de carbono (CO2) do ar, outras tecnologias estão sendo desenvolvidas com o objetivo de reduzir as emissões de CO2 e diminuir os níveis atuais de CO2 na atmosfera. A captura e armazenamento de carbono (CAC) é um método para mitigar as mudanças climáticas através da captura de CO2 de grandes fontes pontuais, como fábricas de cimento ou usinas de energia de biomassa. Após a captura, esse método armazena o carbono com segurança em vez de liberá-lo na atmosfera. O IPCC estima que os custos para desacelerar o aquecimento global duplicariam sem a CAC.
A bioenergia com captura e armazenamento de carbono (BECCS) expande o potencial da CAC e visa reduzir os níveis de CO2 atmosférico. Este processo utiliza biomassa, que produz energia em formas úteis, como eletricidade, calor, biocombustíveis, etc., por meio do consumo da biomassa por meio de combustão, fermentação ou pirólise. O processo captura o CO2 que foi extraído da atmosfera quando ele cresceu e o armazena no subsolo ou por meio de aplicação na terra como carvão vegetal, o que efetivamente o remove da atmosfera. Isso torna o BECCS uma tecnologia de emissões negativas (negative emissions technology, NET).
Cientistas estimaram o intervalo potencial de emissões negativas do BECCS em 2018 como 0–22 Gt por ano. Em 2022, o BECCS estava capturando aproximadamente 2 milhões de toneladas de CO2 por ano. O custo e a disponibilidade da biomassa limitam a ampla implementação do BECCS. :10 Atualmente, o BECCS desempenha um papel importante na consecução de metas climáticas além de 2050 através de modelos, como os Modelos de Avaliação Integrada (Integrated Assessment Models, IAMs) associados ao processo do IPCC. Mas muitos cientistas estão céticos devido ao risco de perda de biodiversidade.
A captura aérea direta é um processo de captura CO2  diretamente do ar ambiente. Isso contrasta com a CAC, que captura carbono de fontes pontuais. Ele gera um fluxo concentrado de CO2 para sequestro, utilização ou produção de combustível neutro em carbono e gás eólico. Os processos artificiais variam e existem preocupações quanto aos efeitos a longo prazo de alguns destes processos.

## Mitigação por setor

### Edifícios
O setor da construção é responsável por 23% das emissões globais de CO2 relacionadas a energia,:141 com cerca de metade da energia sendo usada para o aquecimento de espaços e de água. O isolamento de edifícios pode reduzir significativamente a demanda de energia primária. O carregamento de bombas de aquecimento também pode fornecer um recurso flexível com potencial para participar na resposta à demanda para integrar recursos renováveis variáveis na rede energética. O aquecimento solar de água utiliza energia térmica diretamente. As medidas de suficiência incluem a mudança para casas menores, o uso misto de espaços e o uso coletivo de dispositivos.:71 Arquitetos e engenheiros civis podem construir novos edifícios usando técnicas de projeto de construção solar passiva, construção de baixo consumo de energia ou construção de energia zero. Além disso, é possível projetar edifícios com maior eficiência energética usando materiais de cores mais claras e mais refletivos no desenvolvimento de áreas urbanas, aprimorando assim o resfriamento dos edifícios.
As bombas de aquecimento aquecem edifícios de forma eficiente e resfriam-nos através de sistemas de condicionamento de ar. Uma bomba de aquecimento moderna normalmente transporta de três a cinco vezes mais energia térmica do que a energia elétrica consumida. A quantidade depende do coeficiente de desempenho e da temperatura externa.
A refrigeração e o condicionamento de ar são responsáveis por cerca de 10% das emissões globais de CO2 causadas pela produção de energia baseada em combustíveis fósseis e pelo uso de gases fluorados. Sistemas de resfriamento alternativos, como projetos deresfriamento passivo de edifícios e superfícies de resfriamento radiativo diurno passivo, podem reduzir o uso de ar condicionado. Subúrbios e cidades em climas quentes podem reduzir significativamente o consumo de energia através do resfriamento radiativo diurno. Para fazer o resfriamento por radiação funcionar durante o dia, é preciso encontrar estratégias para evitar que os telhados se aqueçam. Uma opção é usar materiais emissivos que não absorvam a energia solar.
O consumo de energia para resfriamento deve aumentar significativamente devido ao aumento da temperatura global e à disponibilidade de dispositivos resfriadores em países mais pobres. Dos 2,8 bilhões de pessoas que vivem nas zonas mais quentes do mundo, apenas 8% têm ar condicionado, em comparação com 90% das pessoas nos EUA e no Japão. A adoção de aparelhos de ar condicionado costuma aumentar nas áreas mais quentes, com rendimentos familiares anuais superiores a 10.000 dólares. Ao combinar melhorias na eficiência energética e descarbonizar a eletricidade para ar condicionado com o abandono dos refrigerantes superpoluentes, o mundo poderia evitar emissões cumulativas de gases do efeito estufa de até 210–460 Gt CO2-eq nas próximas quatro décadas. A adoção de energias renováveis no setor do resfriamento traz duas vantagens: a produção de energia solar com picos ao meio-dia corresponde à carga necessária para o arrefecimento e, além disso, o arrefecimento tem um grande potencial para a gestão de carga na rede eléctrica.

### Planejamento urbano
As cidades emitiram 28 GtCO2-eq em 2020 de emissões combinadas de CO2 e CH4, :TS-61 provenientes da produção e do consumo de bens e serviços. :TS-61 O planejamento urbano inteligente em termos de clima visa reduzir a expansão urbana para diminuir a distância percorrida, o que reduz as emissões do transporte. A substituição do automóvel por meio de uma melhor infra-estrutura para deslocamentos a pé e de bicicleta é benéfica para a economia de um país como um todo.
A silvicultura urbana, os lagos e outras infra-estruturas azuis e verdes podem reduzir as emissões direta e indiretamente, reduzindo a procura de energia para resfriamento. :TS-66 As emissões de metano dos resíduos sólidos urbanos podem ser reduzidas através da segregação, compostagem e reciclagem.

### Transporte

As vendas de veículos elétricos (VE) indicam uma tendência de afastamento dos veículos movidos a gasolina que geram gases do efeito estufa.

Os transportes são responsáveis por 15% das emissões globais. O aumento da utilização dos transportes públicos, do transporte de mercadorias com baixo teor de carbono e do ciclismo são componentes importantes da descarbonização dos transportes.
Veículos elétricos e trens ecologicamente corretos ajudam a reduzir o consumo de combustíveis fósseis. Na maioria dos casos, os trens elétricos são mais energeticamente eficientes do que o transporte aéreo e o transporte rodoviário. Outros meios de melhoramento da eficiência incluem transporte público aprimorado, mobilidade inteligente, compartilhamento de carros e híbridos elétricos. Os combustíveis fósseis para automóveis de passageiros podem ser incluídos nos sistemas de negociação de emissões. Além disso, é vital abandonar um sistema de transporte dominado pelo automóvel e adotar um sistema de transporte público avançado e de baixo carbono.

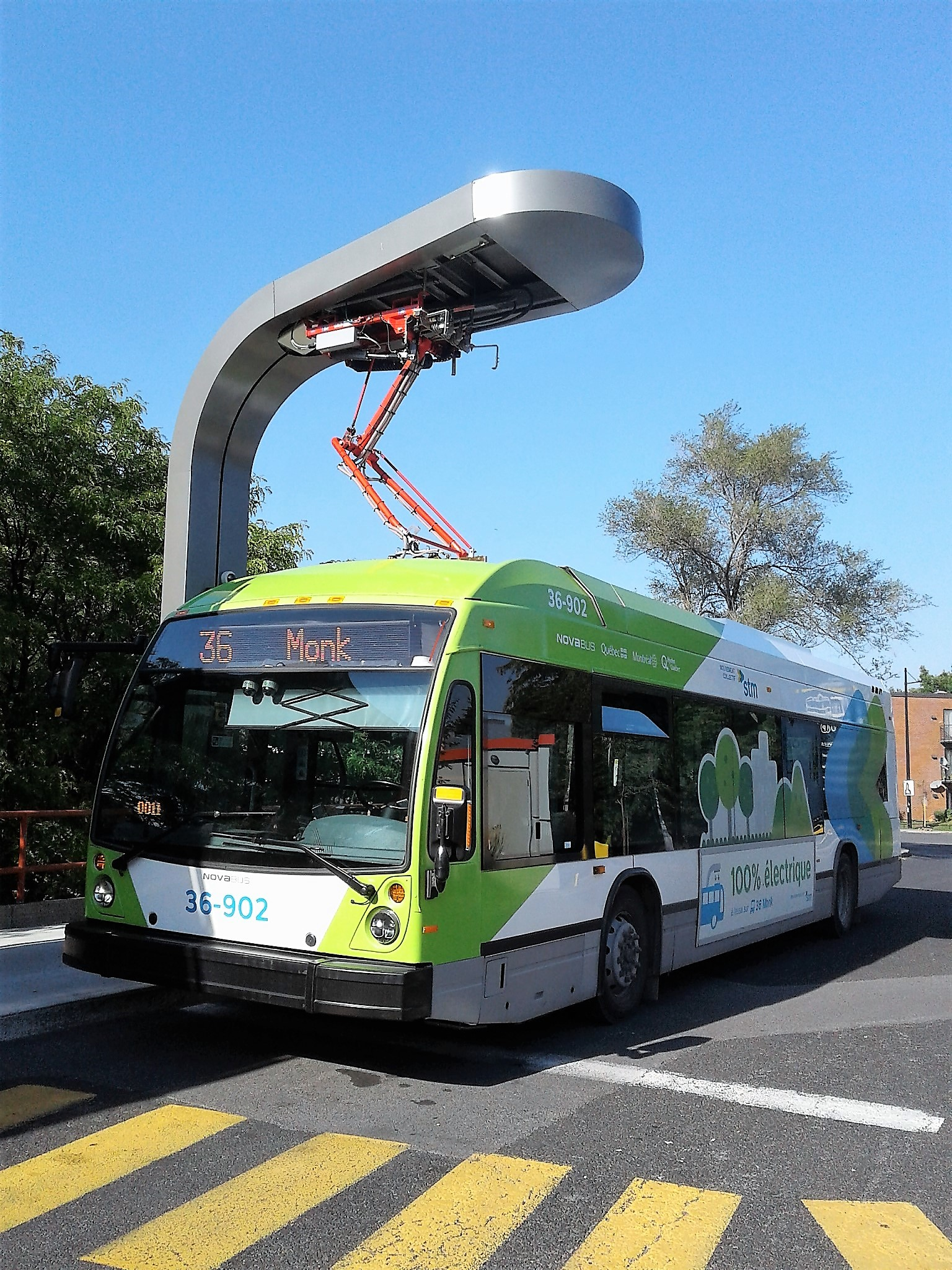
Ônibus elétrico a bateria em Montreal

Veículos pessoais pesados e grandes (como carros) requerem muita energia para se mover e ocupam muito espaço urbano. Existem vários modos alternativos de transporte disponíveis para substituí-los. A União Europeia incluiu a mobilidade inteligente no seu Pacto Ecológico Europeu. Nas cidades inteligentes, a mobilidade inteligente também é importante.
O Banco Mundial tem ajudado países de baixa renda a adquirir ônibus elétricos. O preço de compra desses veículos é mais alto do que o dos ônibus a diesel mas os custos de funcionamento mais baixos e as melhorias na saúde devido ao ar mais limpo podem compensar o preço de aquisição mais elevado.
Prevê-se que até 2050 entre um quarto e três quartos dos automóveis que circulam nas estradas sejam veículos elétricos. O hidrogênio pode ser uma solução para caminhões de carga pesada de longa distância.

#### Frete
No setor de transporte marítimo, o uso de gás natural liquefeito (GNL) como combustível para navios é incentivado por regulamentações de emissões, o que faz com que os operadores de navios substituam o óleo pesado por combustíveis à base de petróleo, implementem tecnologias de tratamento de gases de combustão ou adotem motores movidos a gás natural. O vazamento de metano, quando o gás vaza sem ser queimado pelo motor, diminui as vantagens do GNL. A Maersk, a maior empresa de transporte de contentores e operadora de navios do mundo, alerta para ativos encalhados quando se investe em combustíveis de transição como o GNL. A empresa lista a amônia verde como um dos combustíveis preferidos do futuro, e anunciou o primeiro navio neutro em carbono na água até 2023, movido a metanol neutro em carbono.
A Norled AS, uma das principais operadoras de balsas e barcos expressos da Noruega, colocou em operação em 2023 a primeira balsa comercial de passageiros e carros movida a hidrogênio líquido. O hidrogênio já é amplamente usado em processos industriais e a demanda por ele aumentou drasticamente nos últimos cinquenta anos. Quase todo o hidrogênio é produzido usando combustíveis fósseis. Seis por cento do gás natural global e dois por cento do carvão atualmente são usados para a produção de hidrogênio. O hidrogênio poderia ser usado para abastecer navios com zero emissões do próprio navio, mas produzir o gás em si não é um processo de baixo carbono se combustíveis fósseis forem usados para produzi-lo.
Balsas híbridas e totalmente elétricas são adequadas para viagens de curta distância. A Noruega pretende ter uma frota totalmente elétrica até 2025.

#### Transporte aéreo

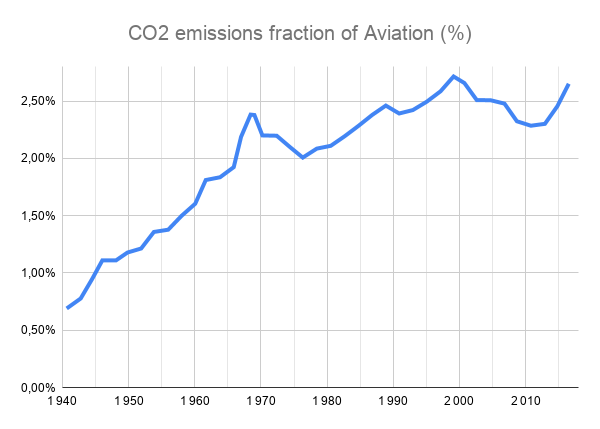
Entre 1940 e 2018, as emissões de CO_{2} da aviação aumentaram de 0,7% para 2,65% de todas as emissões.

Aviões a jato contribuem para as mudanças climáticas ao emitir dióxido de carbono, óxidos de nitrogênio, rastros de condensação e outras partículas. Em 2018, as operações comerciais globais geraram 2,4% de todas as emissões de CO2.
A indústria da aviação se tornou mais eficiente em termos de combustível, mas as emissões gerais aumentaram à medida que o volume de viagens aéreas aumentou. Em 2020, as emissões da aviação foram 70% superiores às de 2005 e poderão aumentar 300% até 2050.
Uma das principais formas de reduzir a pegada de carbono da aviação é por aprimorar a economia de combustível nas aeronaves. Otimizar as rotas de voo para reduzir os efeitos não relacionados ao CO2 no clima, causados por óxidos de nitrogênio, partículas ou rastros de condensação, também pode ajudar. Biocombustíveis de aviação, comércio de emissões de carbono e compensação de carbono, parte do Esquema de Compensação e Redução de Carbono para Aviação Internacional (Carbon Offsetting and Reduction Scheme for International Aviation, CORSIA) da ICAO, adotado em outubro de 2016 com 191 países signatários, podem reduzir as emissões de CO2. Proibições de voos de curta distância, conexões de trem, escolhas pessoais e impostos sobre voos podem levar a menos voos. Aeronaves híbridas elétricas e aeronaves elétricas ou movidas a hidrogênio podem substituir aeronaves movidas a combustíveis fósseis.
A maioria dos especialistas projetam que as emissões da aviação devem aumentar, pelo menos até 2040. Atualmente somam 180 Mt de CO2, e correspondem a 11% das emissões relacionadas ao transporte. O biocombustível de aviação e o hidrogênio só poderão cobrir uma pequena proporção dos voos nos próximos anos. Especialistas esperam que aeronaves híbridas possam realizar voos comerciais regionais regulares depois de 2030. É provável que as aeronaves movidas a bateria entrem no mercado depois de 2035. Com o CORSIA, as empresas aéreas podem comprar compensações de carbono para cobrir suas emissões. O CORSIA será obrigatório para todos os países a partir de 2027.

### Agricultura, silvicultura e uso da terra

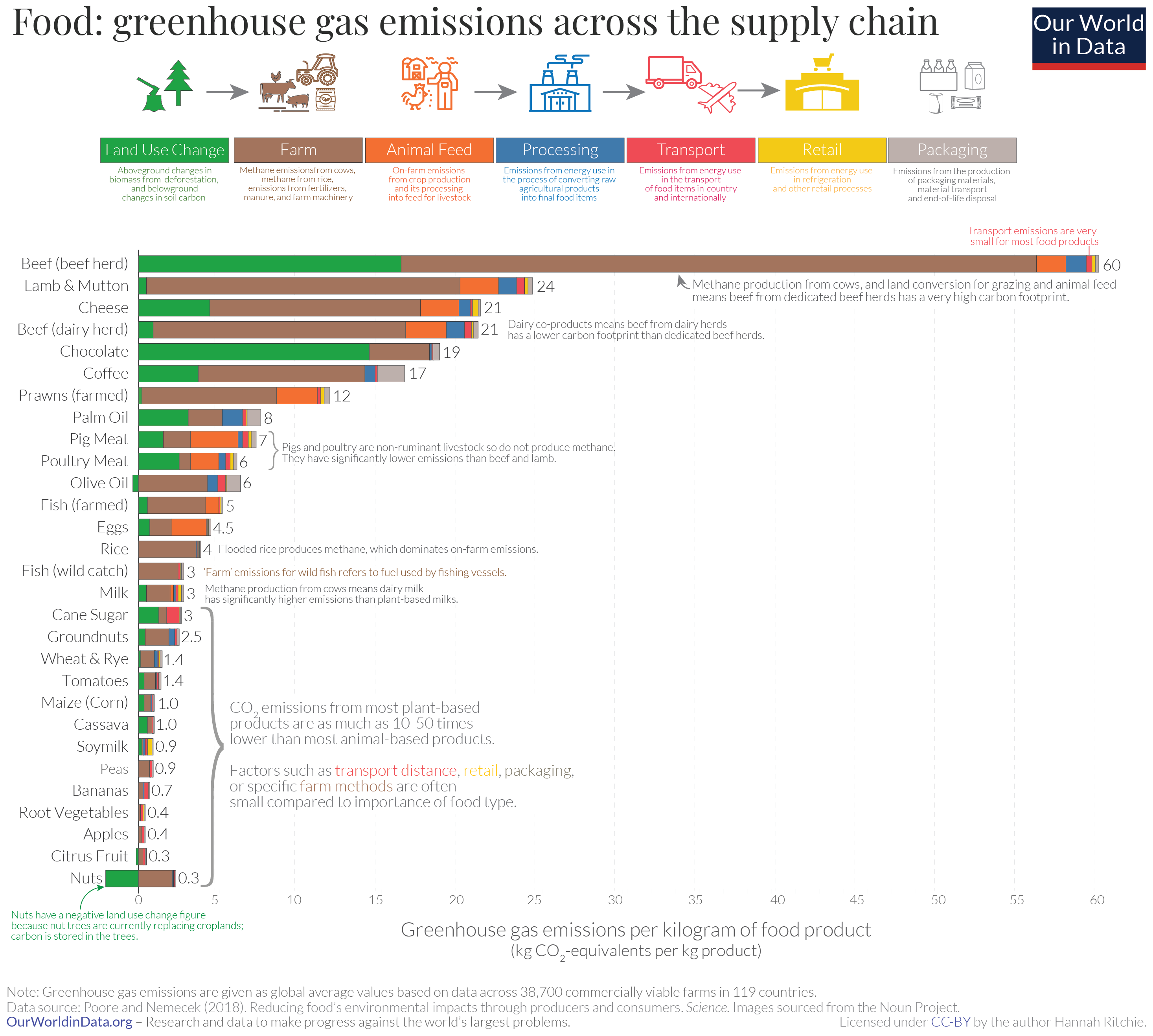
Emissões de gases do efeito de estufa ao longo da cadeia de abastecimento de diferentes alimentos, mostrando que tipo de alimento deve ser incentivado e qual desencorajado em uma perspectiva de mitigação

Quase 20% das emissões de GEE provêm dos setores agrícola e florestal. Para reduzir significativamente essas emissões, os investimentos anuais no setor agrícola precisam aumentar para 260 bilhões de dólares americanos até 2030. Os benefícios potenciais destes investimentos são estimados em cerca de 4,3 trilhões de dólares até 2030, oferecendo um retorno financeiro de 16 dólares para cada dólar investido. (7-8)
As medidas de mitigação no sistema de produção de alimentos podem ser divididas em quatro categorias: as mudanças do lado da demanda, proteção de ecossistemas, mitigação nas plantações e mitigação na cadeia logística. Do lado da demanda, diminuir o desperdício de alimentos é uma maneira eficaz de reduzir as emissões provenientes de alimentos. A adoção de uma dieta menos dependente de produtos de origem animal, como dietas baseadas em plantas, também são eficazes. :XXV
Com 21% das emissões globais de metano, o gado é um dos principais responsáveis pelo aquecimento global.:6 Quando as florestas tropicais são derrubadas e a terra é convertida em pastagem, o impacto é ainda maior. No Brasil, produzir 1 kg de carne bovina pode resultar na emissão de até 335 kg CO2-eq. Outros tipos de pecuária, o manejo de esterco e o cultivo de arroz também emitem GEE, além das emissões provenientes da queima de combustíveis fósseis na agricultura.
Algumas opções importantes de mitigação para reduzir as emissões de gases do efeito estufa provenientes do gado incluem a seleção genética, a introdução de bactérias metanotróficas no rúmen, vacinas, rações, modificação da dieta e gestão do pastoreio. Outras opções são mudanças na dieta para alternativas sem produtos provenientes de ruminantes, como substitutos ao leite e análogos de carne. Os animais não ruminantes, como as aves, emitem muito menos GEE.
É possível reduzir as emissões de metano no cultivo de arroz por meio da melhoria do gerenciamento da água,  ou executando uma sequência de irrigação e secagem, na qual as plantações são deixadas secas durante alguns dias antes de serem irrigadas novamente, sem causar danos às plantas. Essa técnica resulta em reduções de emissões de até 90% em comparação com a inundação total do terreno e pode mesmo resultar em maiores rendimentos.

### Indústria
A indústria é a maior emissora de GEE, quando se consideram as emissões diretas e indiretas. A eletrificação pode reduzir as emissões da indústria, enquanto o hidrogênio verde (hidrogênio gerado por energia renovável ou por energia de baixo carbono) pode desempenhar um papel importante em indústrias de uso intensivo de energia para as quais o uso de eletricidade não é uma opção. Outras opções de mitigação envolvem a indústria do aço e do cimento, que pode adotar processos de produção menos poluentes. Os produtos podem ser feitos com menos material para reduzir a intensidade das emissões e os processos industriais podem se tornar mais eficientes. Por fim, medidas de economia circular, onde os resíduos de uma indústria servem como matéria-prima reciclada de outra indústria ou da mesma, reduzem a necessidade de novos materiais. Isto também permite poupar nas emissões que teriam sido liberadas pela extração ou recolha desses materiais.:43
A descarbonização da produção de cimento exige novas tecnologias e, portanto, investimento em inovação. O bioconcreto é uma possibilidade para reduzir as emissões. Mas, visto que tecnologia de mitigação está plenamente madura, a CCS será necessária, pelo menos no curto prazo.
Outro setor com uma pegada de carbono significativa é o setor siderúrgico, responsável por cerca de 7% das emissões globais. As emissões podem ser reduzidas usando fornos elétricos a arco para derreter e reciclar sucata de aço. Para produzir aço virgem sem emissões, os altos-fornos poderiam ser substituídos por ferro-gusa de redução direta a hidrogênio e fornos elétricos a arco. Alternativamente, podem ser utilizadas soluções de captura e armazenamento de carbono.
A produção de carvão, gás e petróleo é frequentemente acompanhada de fugas significativas de metano. No início da década de 2020, alguns governos reconheceram a dimensão do problema e introduziram regulamentações. As fugas de metano em poços de petróleo e gás e em instalações de processamento são economicamente viáveis de reparar em países que podem facilmente comercializar gás a nível internacional. Há fugas em países onde o gás é barato, como o Irã, a Rússia, e o Turcomenistão. Quase toda essa fuga poderia ser evitada substituindo componentes antigos e evitando a queima de rotina. O metano das jazidas de carvão pode continuar vazando mesmo após o fechamento da mina, mas pode ser capturado por sistemas de drenagem ou ventilação. As empresas de combustíveis fósseis nem sempre têm incentivos financeiros para combater a fuga de metano.

## Benefícios relacionados
Os benefícios relacionados à mitigação das mudanças climáticas, também frequentemente designados como benefícios auxiliares, foram inicialmente dominados na literatura científica por estudos que descrevem como as emissões mais baixas de GEE melhoram a qualidade do ar gerando um impacto positivo na saúde humana. O escopo da pesquisa sobre benefícios relacionados se expandiu para incluir suas implicações econômicas, sociais, ecológicas e políticas.
Os efeitos positivos relacionados às medidas de mitigação e adaptação às mudanças climáticas têm sido mencionados em pesquisas desde a década de 1990. O IPCC mencionou pela primeira vez o papel dos benefícios relacionados em 2001, seguido pelo seu quarto e quinto ciclos de avaliação, que destacaram a melhoria dos ambientes de trabalho, a redução do desperdício, os benefícios para a saúde e a redução das despesas de capital. No início da década de 2000, a OCDE continuou a dar mais ênfase aos benefícios auxiliares.
O IPCC salientou em 2007: “Os benefícios relacionados à mitigação dos GEE podem ser um critério de decisão importante nas análises realizadas pelos legisladores, mas são frequentemente negligenciados” e acrescentou que os benefícios relacionados “não são quantificados, monetizados ou mesmo identificados pelas empresas e pelos tomadores de decisão”. A consideração adequada dos benefícios relacionados pode “influenciar grandemente as decisões políticas relativas ao momento de implementação e ao nível das medidas de mitigação”, e pode resultar em “vantagens significativas para a economia nacional e para a inovação técnica”.
Uma análise da ação climática no Reino Unido concluiu que os benefícios para a saúde pública são um componente importante dos benefícios totais derivados da ação climática.

### Emprego e desenvolvimento econômico
Os benefícios relacionados podem impactar positivamente os níveis de ocupação, o desenvolvimento industrial, a independência energética dos estados e o produção autônoma de energia. A implantação de energia renovável pode criar oportunidades de emprego. Dependendo do país e do cenário de implementação, a substituição das centrais elétricas a carvão por energias renováveis pode mais do que duplicar o número de empregos por MW médio de capacidade. Investimentos em energias renováveis, especialmente na energia solar e eólica, podem aumentar o valor da produção. Os países que dependem de importações de energia podem aumentar sua independência energética e garantir a segurança do fornecimento por meio da implantação de energias renováveis. A produção nacional de energia a partir de energias renováveis reduz a procura de importações de combustíveis fósseis, o que fortalece a economia local.
A Comissão Europeia prevê um déficit de 180.000 trabalhadores qualificados na produção de hidrogênio e de 66.000 na energia solar fotovoltaica até 2030.

### Segurança energética
Uma maior participação de energias renováveis pode também conduzir a uma maior segurança energética. Foram analisados os benefícios auxiliares socioeconômicos, tais como o acesso à energia e a melhoria da subsistência em zonas rurais. Áreas rurais que não são totalmente eletrificadas podem se beneficiar da implantação de energias renováveis. As minirredes movidas a energia solar podem ser economicamente viáveis, competitivas em termos de custos e reduzir o número de cortes de energia. A confiabilidade energética tem implicações sociais adicionais: a eletricidade estável melhora a qualidade da educação.
A Agência Internacional de Energia (AIE) salientou a “abordagem dos múltiplos benefícios” da eficiência energética, enquanto a Agência Internacional de Energias Renováveis (International Renewable Energy Agency, IRENA) operacionalizou a lista de benefícios auxiliares do setor de energia renovável.

### Saúde e bem-estar
A mitigação das mudanças climáticas resulta em benefícios significativos para a saúde. As medidas potenciais podem não só atenuar os impactos futuros da mudança climática na saúde, mas também melhorar a saúde diretamente. A mitigação das mudanças climáticas está interligada com vários benefícios para a saúde, como os resultantes da redução da poluição atmosférica. A poluição do ar gerada pela queima de combustíveis fósseis é um dos principais causadores do aquecimento global e causa um grande número de mortes todos os anos. Algumas estimativas apontam para o número de 8,7 milhões de mortes em excesso durante 2018. Um estudo de 2023 estimou que os combustíveis fósseis tem matado mais de 5 milhões de pessoas por ano desde 2019, e causado problemas de saúde como ataque cardíaco, acidente vascular cerebral e doença pulmonar obstrutiva crônica. A poluição atmosférica por partículas é de longe a que mais mata, seguida pelo ozono troposférico.
As políticas de mitigação também podem promover dietas mais saudáveis, como menos carne vermelha, estilos de vida mais ativos e maior exposição a espaços urbanos verdes. O acesso aos espaços verdes urbanos também traz benefícios à saúde mental.:18 O uso crescente de infraestrutura verde e azul pode reduzir o efeito de ilha de calor urbana, o que também reduz o estresse térmico na população. :TS-66

### Adaptação às mudanças climáticas
Algumas medidas de mitigação têm benefícios auxiliares na área da adaptação às mudanças climáticas, :8–63 como é o caso de muitas soluções baseadas na natureza. :4–94 :6 Exemplos no contexto urbano incluem infraestrutura urbana verde e azul, que proporcionam benefícios de mitigação e adaptação. Essa infraestrutura pode ser implementada na forma de florestas urbanas e árvores de rua, telhados e paredes verdes, agricultura urbana, entre outros. A mitigação é alcançada por meio da conservação e expansão de escoadouros de carbono e da redução do uso de energia em edifícios. Os benefícios da adaptação advêm, por exemplo, da redução do estresse térmico e do risco de inundações. :8–64

Comércio de emissões e impostos sobre o carbono em todo o mundo (2019)
Comércio de carbono implementado ou programado Comércio de emissões de carbono implementado ou programado

## Efeitos colaterais negativos
As medidas de mitigação também podem ter efeitos colaterais negativos e riscos relacionados.:TS-133 Na agricultura e na silvicultura, as medidas de mitigação podem afetar a biodiversidade e o funcionamento dos ecossistemas. :TS-87 No campo das energias renováveis, a extração de metais e minerais pode aumentar as ameaças às áreas de conservação. Há algumas pesquisas sobre maneiras de reciclar painéis solares e lixo eletrônico, o que criaria uma fonte de materiais, reduzindo a necessidade de minerá-los.
Especialistas descobriram que as discussões sobre os riscos e os efeitos colaterais negativos das medidas de mitigação podem levar a um impasse no tomada de decisões ou à sensação de que existem barreiras intransponíveis à adoção de medidas.

## Custos e financiamento
Diversos fatores afetam as estimativas de custos de mitigação. Uma delas é a definição da linha de base, que é o cenário de referência com o qual o cenário alternativo de mitigação é comparado. Outros são a forma como os custos são modelados e as suposições sobre futuras políticas governamentais.:622 As estimativas de custos para a mitigação em regiões específicas dependem da quantidade de emissões permitidas para essa região no futuro, bem como a escolha do momento certo para a implementação de medidas. :90 Os custos de mitigação podem variar de acordo com como e quando as emissões são cortadas. Ações antecipadas e bem planejadas podem minimizar os custos de implementação.
Economistas estimam o custo da mitigação das mudanças climáticas entre 1% e 2% do PIB. Embora seja uma quantia grande, ainda é muito menor do que os subsídios fornecidos pelos governos à debilitada indústria de combustíveis fósseis, estimados pelo Fundo Monetário Internacional em mais de 5 trilhões de dólares por ano.
Outra estimativa diz que os fluxos financeiros para mitigação e adaptação à mudança climática serão superiores a 800 bilhões de dólares americanos por ano. As Nações Unidas prevêem que estas necessidades financeiras excedam os 4 trilhões de dólares por ano até 2030.
Globalmente, limitar o aquecimento a 2 °C pode resultar em benefícios econômicos maiores do que os custos.:300 As repercussões econômicas da mitigação variam amplamente entre regiões e famílias, dependendo das políticas implementadas e do nível de cooperação internacional. A cooperação global tardia aumenta os custos das políticas em todas as regiões, especialmente daquelas que são relativamente intensivas em carbono no momento. Projetos com valores uniformes de carbono apresentam custos de mitigação mais altos em regiões com maior intensidade de carbono, em regiões exportadoras de combustíveis fósseis e em regiões mais pobres. Quantificações agregadas expressas em termos de porcentagem do PIB ou em termos monetários subestimam os efeitos econômicos sobre as famílias em países mais pobres. Os efeitos reais sobre o bem-estar e a prosperidade são comparativamente maiores.
A análise de custo-benefício pode ser inadequada para analisar a mitigação das mudanças climáticas como um todo. Mas ainda é útil para analisar a diferença entre o alvo de 1,5 °C e 2 °C. Uma maneira de estimar o custo da redução de emissões é considerar os custos prováveis de potenciais mudanças tecnológicas e de produção. Os legisladores podem comparar os custos de abatimento marginal de diferentes métodos para avaliar o custo e a quantidade de possível abatimento ao longo do tempo. Os custos marginais de redução das várias medidas serão diferentes dependendo do país, do setor e variam ao longo do tempo.
As tarifas ecológicas apenas sobre as importações contribuem para a redução da competitividade das exportações globais e para a desindustrialização.

### Custos evitados dos efeitos das mudanças climáticas
É possível evitar alguns dos custos dos efeitos das mudanças climáticas por limitá-las. De acordo com o Stern Review, a inação pode ser tão grande que equivale a perder pelo menos 5% do produto interno bruto (PIB) global a cada ano. Isso pode chegar a 20% do PIB ou mais quando se inclui uma gama maior de riscos e impactos. Mas mitigar as mudanças climáticas custará apenas cerca de 2% do PIB. Também pode não ser uma boa ideia, do ponto de vista financeiro, atrasar reduções significativas nas emissões de gases do efeito estufa.
Soluções de mitigação são frequentemente avaliadas em termos de custos e potenciais de redução de gases do efeito estufa. Isto não leva em conta os efeitos diretos sobre o bem-estar humano.

### Distribuição dos custos de redução de emissões
A mitigação na velocidade e escala necessárias para limitar o aquecimento a 2 °C ou menos implica em profundas mudanças econômicas e estruturais. Estas questões levantam vários tipos de preocupações distributivas entre regiões, classes de renda e setores.
Houve diferentes propostas sobre como atribuir a responsabilidade pela redução das emissões. :103 Algumas delas são o igualitarismo, as necessidades básicas de acordo com um nível mínimo de consumo, a proporcionalidade e o princípio do poluidor-pagador. Uma proposta específica é a de “direitos iguais per capita”. :106 Essa abordagem tem duas categorias. Na primeira categoria, as emissões são alocadas de acordo com a população nacional. Na segunda categoria, as emissões são alocadas de uma forma que tenta contabilizar emissões históricas ou cumulativas.

### Financiamento
Para conciliar o desenvolvimento econômico com a mitigação das emissões de carbono, os países em desenvolvimento precisam especialmente de apoio, tanto financeiro quanto técnico. O IPCC concluiu que o apoio acelerado também abordaria as desigualdades na vulnerabilidade financeira e econômica às alterações climáticas. Uma maneira de conseguir isso é o Mecanismo de Desenvolvimento Limpo (MDL) do Protocolo de Quioto.

## Políticas

### Políticas nacionais

Embora a China seja o maior emissor de do mundo, seguido pelos EUA, per capita os EUA superam a China por uma margem considerável (dados de 2017)

As políticas de mitigação das mudanças climáticas podem ter um impacto grande e complexo no status socioeconômico dos indivíduos e dos países, tanto positivo como negativo. É importante elaborar bem as políticas e torná-las inclusivas. Caso contrário, as medidas de mitigação das mudanças climáticas podem impor custos financeiros mais elevados às famílias pobres.
Foi realizada uma avaliação de 1.500 intervenções de políticas climáticas realizadas entre 1998 e 2022. As intervenções ocorreram em 41 países e 6 continentes, que juntos contribuíram com 81% das emissões totais do mundo em 2019. A avaliação encontrou 63 intervenções bem-sucedidas que resultaram em reduções significativas de emissões; o total de emissões de CO2 evitadas por essas intervenções ficou entre 0,6 e 1,8 bilhão de toneladas métricas. O estudo se concentrou em intervenções com reduções de emissões de pelo menos 4,5%, mas os pesquisadores observaram que atingir as reduções exigidas pelo Acordo de Paris exigiria 23 bilhões de toneladas métricas por ano. Em geral, a precificação do carbono foi considerada mais eficaz nos países desenvolvidos, enquanto a regulamentação foi mais eficaz nos países em desenvolvimento. As combinações de políticas complementares beneficiaram-se de sinergias e revelaram-se, na sua maioria, mais eficazes do que a implementação de políticas isoladas.
A OCDE reconhece 48 políticas distintas de mitigação climática apropriadas para implementação em nível nacional. Em termos gerais, estes podem ser categorizados em três tipos: instrumentos baseados no mercado, instrumentos não baseados no mercado e outras políticas.
- Outras políticas incluem a criação de um órgão consultivo climático independente.[281]
- As políticas não baseadas no mercado incluem a implementação ou o reforço de padrões regulatórios, que definem padrões de tecnologia ou desempenho. Podem ser eficazes para abordar a falha de mercado das barreiras informacionais.[282]:412
- Entre as políticas baseadas no mercado, a precificação do carbono foi considerada a mais eficaz (pelo menos para as economias desenvolvidas),[280] e tem a sua própria seção abaixo. Instrumentos políticos adicionais baseados no mercado para a mitigação das alterações climáticas incluem:

Impostos sobre emissões. Estes impostos exigem frequentemente que os emissores nacionais paguem uma taxa fixa ou imposto por cada tonelada de emissões de CO2 que libertam para a atmosfera.:4123 As emissões de metano provenientes da extração de combustíveis fósseis também são ocasionalmente taxadas. Mas o metano e o óxido nitroso provenientes da agricultura normalmente não estão sujeitos a impostos.Remoção de subsídios a atividades danosas. Muitos países fornecem subsídios para atividades que contribuem para as emissões. Por exemplo, existem subsídios significativos aos combustíveis fósseis em muitos países. A eliminação gradual dos subsídios aos combustíveis fósseis é crucial para enfrentar a crise climática. No entanto, deve ser feito com cuidado para evitar protestos e evitar tornar os pobres ainda mais pobres.Criação de subsídios úteis. Criação de subsídios e incentivos financeiros. Um exemplo são os subsídios energéticos para apoiar a geração de energia limpa que ainda não é comercialmente viável, como a energia das marés.Licenças negociáveis. Um sistema de licenças pode limitar as emissões. :415

#### Precificação do carbono

Comércio de emissões de carbono – preços de licenças desde 2008

Impor custos adicionais às emissões de gases do efeito estufa pode tornar os combustíveis fósseis menos competitivos e acelerar os investimentos em fontes de energia de baixo carbono. Um número crescente de países tem criado um imposto fixo sobre o carbono ou participa de sistemas dinâmicos de comércio de emissões de carbono (Emission Trading Systems, ETS). Em 2021, mais de 21% das emissões globais de gases de efeito estufa foram cobertas por um preço de carbono. Este foi um grande aumento em relação ao anterior, devido à introdução do regime nacional chinês de comércio de carbono. :23
Os esquemas de negociação oferecem a possibilidade de relacionar licenças de emissão a certas metas de redução. No entanto, um excesso de oferta de licenças mantém a maioria dos ETS em níveis de preço baixo, em torno de US$ 10, tendo baixo impacto. Isto inclui o ETS chinês, que começou com 7 dólares/t CO2 em 2021. Uma exceção é o Sistema de Comércio de Emissões da União Europeia, onde os preços começaram a subir em 2018. Atingiram cerca de 80€/t CO2 em 2022. Isto resulta em custos adicionais de cerca de € 0,04/KWh para o uso de carvão e € 0,02/KWh para uso de gás para geração de eletricidade, dependendo da intensidade de emissão. As indústrias que têm elevados requisitos energéticos e elevadas emissões geralmente pagam impostos energéticos muito baixos, ou mesmo nenhum imposto dessa natureza. :11–80
Embora isso geralmente faça parte de projetos nacionais, as compensações e créditos de carbono também podem fazer parte de um mercado voluntário, como no mercado internacional. Notavelmente, a empresa Blue Carbon dos Emirados Árabes Unidos comprou a propriedade de uma área equivalente ao Reino Unido a ser preservada em troca de créditos de carbono.

### Acordos internacionais
Quase todos os países fazem parte da Convenção-Quadro das Nações Unidas sobre as Alterações Climáticas (CQNUAC). O objetivo final da CQNUAC é estabilizar as concentrações atmosféricas de gases do efeito estufa em um nível que impeça a interferência humana negativa no sistema climático.

#### Acordo de Paris
O Acordo de Paris é um tratado internacional sobre mudanças climáticas, adotado por 196 paises em 2015. A meta de temperatura de longo prazo do Acordo de Paris é manter o aumento da temperatura média global bem abaixo de dois graus celsius acima dos níveis pré-industriais e, de preferência, limitar o aumento a 1,5 graus, reconhecendo que isso reduziria substancialmente os efeitos das mudanças climáticas. As emissões devem ser reduzidas o mais rápido possível e chegar a neutralidade em algum momento perto final do século XXI. Para ficar abaixo de 1,5 °C de aquecimento global, as emissões precisam ser cortadas em cerca de 50% até 2030.

## História
Historicamente, os esforços para lidar com as mudanças climáticas ocorreram em nível multinacional. Envolvem tentativas de chegar a uma decisão consensual nas Nações Unidas, debaixo da Convenção-Quadro das Nações Unidas sobre as Alterações Climáticas (CQNUAC). A abordagem historicamente dominante é a de envolver o maior número possível de governos internacionais na tomada de decisões sobre uma questão pública mundial. O Protocolo de Montreal de 1987 é um precedente de que essa abordagem pode funcionar. Mas alguns críticos apontam que a estrutura que utiliza apenas a abordagem de consenso da CQNUAC é ineficaz. Eles apresentaram contrapropostas de governança de baixo para cima, o que diminuiria a ênfase dada à CQNUAC.
O Protocolo de Quioto à CQNUAC, adoptado em 1997, estabeleceu compromissos juridicamente vinculativos de redução de emissões para os países do "Anexo 1". :817 O Protocolo definiu três instrumentos de política internacional ("Mecanismos de Flexibilidade") que poderiam ser usados pelos países do Anexo 1 para cumprir seus compromissos de redução de emissões. Segundo Bashmakov, a utilização destes instrumentos poderia reduzir significativamente os custos para os países do Anexo 1 no cumprimento dos seus compromissos de redução de emissões. :402
O Acordo de Paris de 2015 sucedeu o Protocolo de Quioto, que expirou em 2020. Os países signatários do protocolo de Quioto se comprometeram a reduzir suas emissões de dióxido de carbono e outros cinco gases de efeito estufa, ou se envolver no comércio de emissões de carbono caso mantenham ou aumentem as emissões desses gases.
Em 2015, o “diálogo estruturado de especialistas” da CQNUAC chegou à conclusão de que, “em algumas regiões e ecossistemas vulneráveis, prevêem-se riscos elevados, mesmo para um aquecimento acima de 1,5 °C". Juntamente com a forte voz diplomática dos países mais pobres e das nações insulares do Pacífico, esta descoberta feita por especialistas foi a força motriz por trás da decisão da Conferência do Clima de Paris de 2015 de estabelecer a meta de longo prazo de 1,5 °C além da meta existente de 2 ºC.

## Sociedade e cultura

### Compromissos de desinvestimento

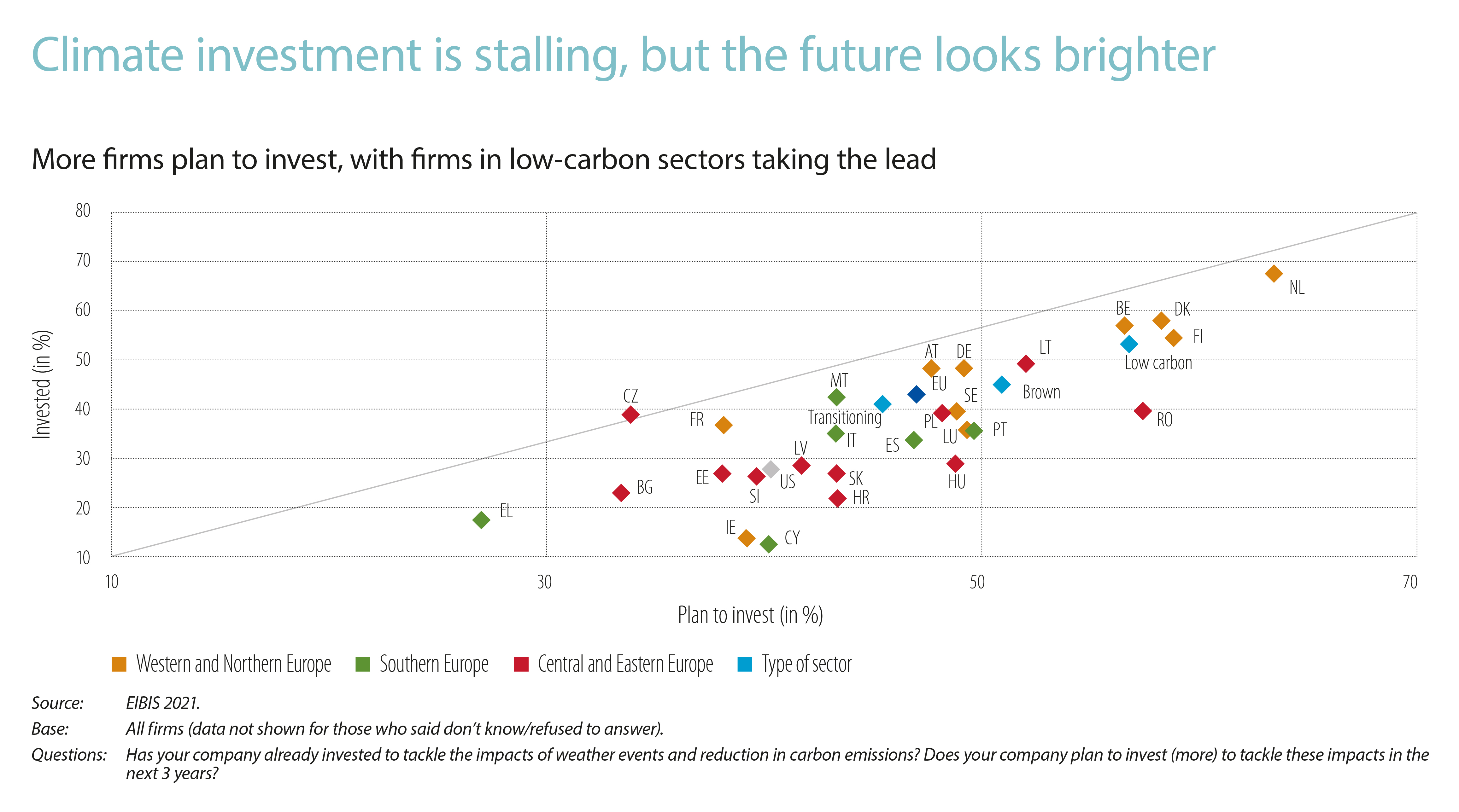
Mais empresas planejam investir na mitigação das mudanças climáticas, concentrando-se especificamente nos setores de baixo carbono.

Mais de 1.000 organizações com investimentos no valor de 8 trilhões de dólares americanos assumiram compromissos de desinvestimento em combustíveis fósseis. Os fundos de investimento socialmente responsáveis permitem que os investidores invistam em fundos que cumprem elevados padrões ambientais, sociais e de governança corporativa (Environmental, social, and corporate governance, ESG).

### Barreiras

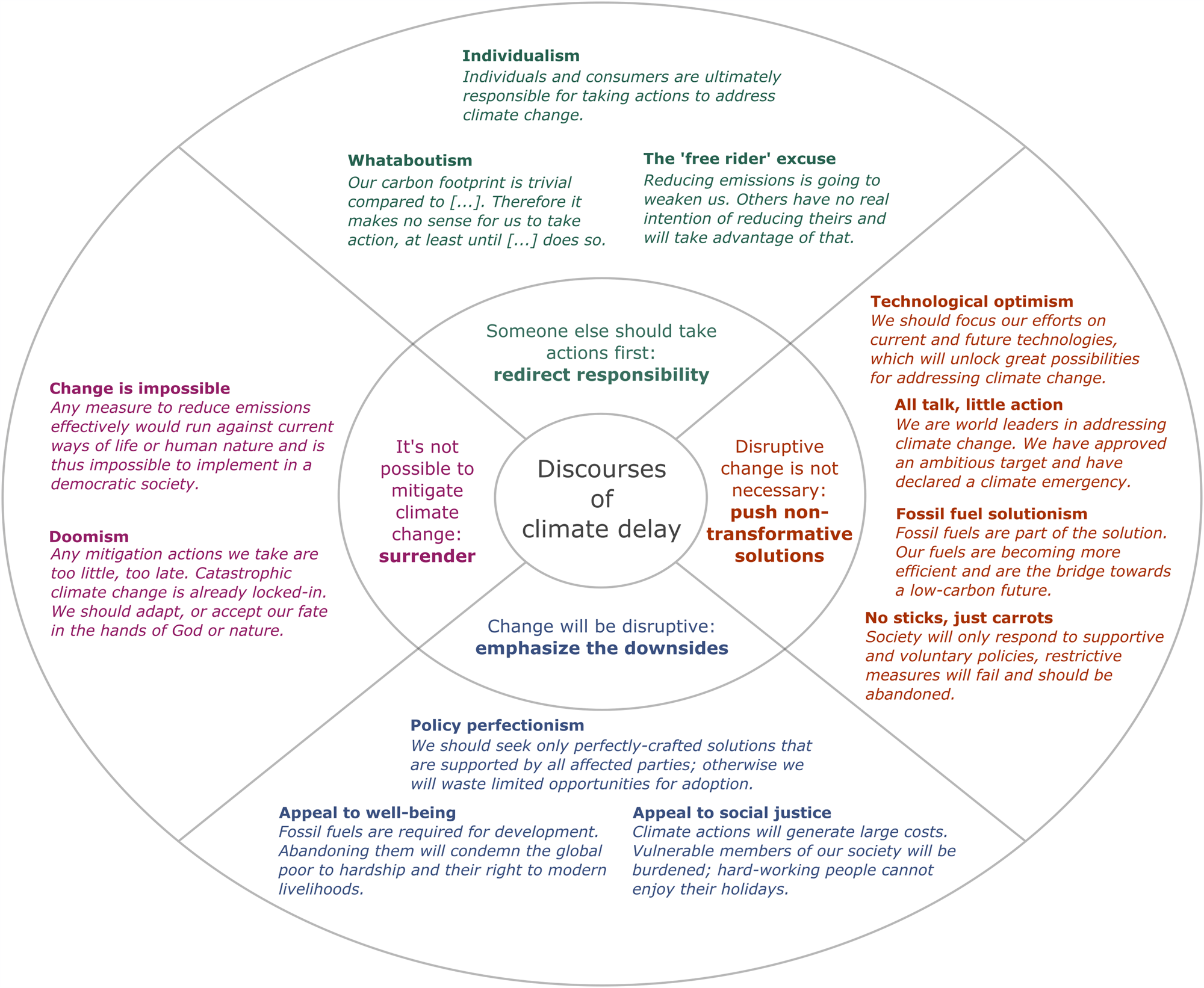
Uma tipologia dos discursos que visam retardar a mitigação das mudanças climáticas.

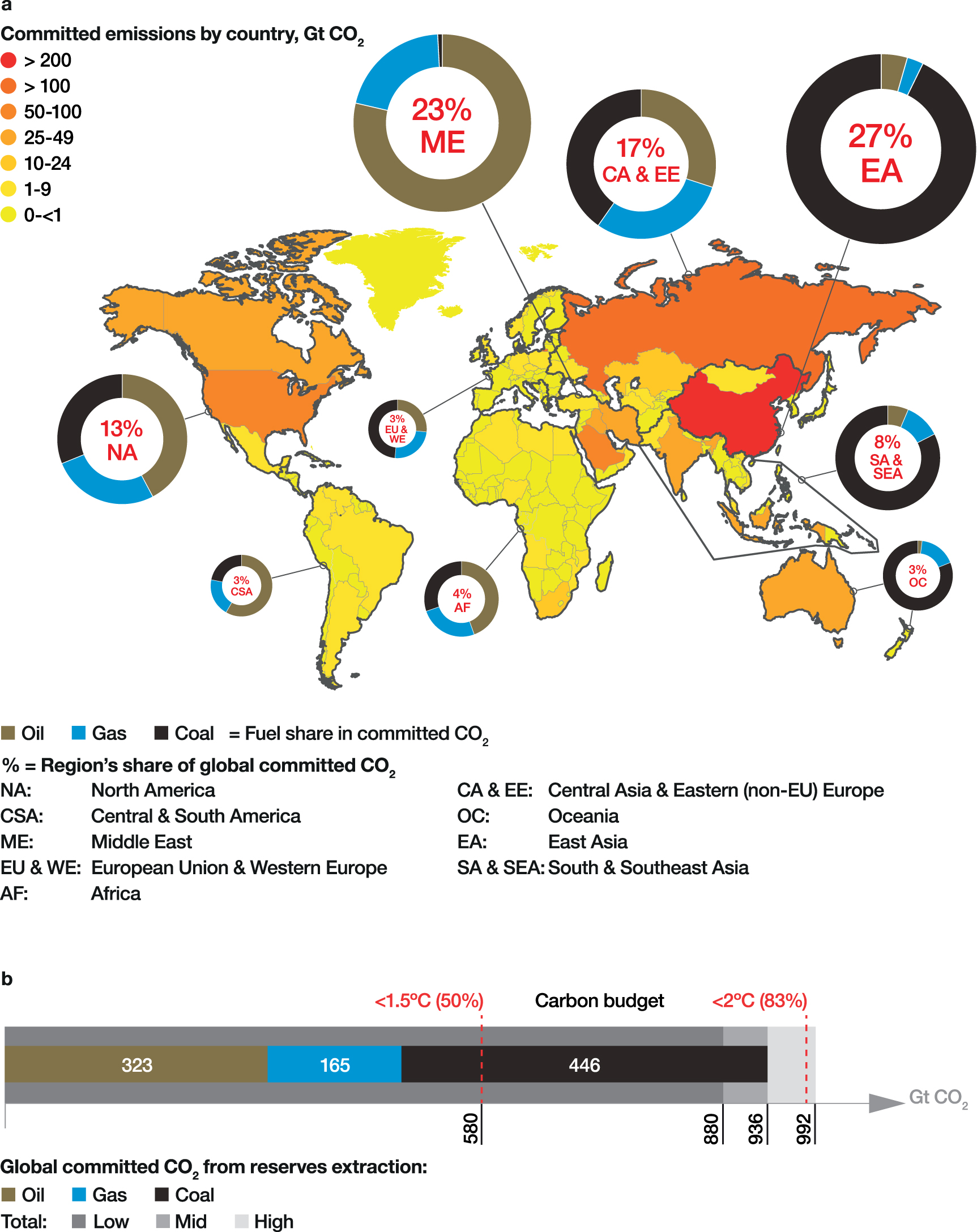
Distribuição dos compromissos de emissões de de reservas desenvolvidas de combustíveis fósseis

Há barreiras individuais, institucionais e de mercado para mitigar as alterações climáticas. :5–71 Elas diferem através de diferentes opções de mitigação, regiões e sociedades.
Dificuldades na contabilização da remoção de dióxido de carbono podem atuar como barreiras econômicas, como no caso da BECCS (bioenergia com captura e armazenamento de carbono). :6–42 As estratégias adotadas pelas empresas seguem podem atuar tanto como barreira como podem acelerar a descarbonização. :5–84
Para descarbonizar as sociedades, o Estado precisa desempenhar um papel predominante, devido ao massivo esforço de coordenação necessário. :213 Este papel do governo só pode funcionar bem se houver coesão social, estabilidade e confiança política. :213
No caso das opções de mitigação baseadas em terra, o financiamento costuma ser uma grande barreira. Outras barreiras são os valores culturais, a governança, a responsabilização e a capacidade institucional. :7-5
Países em desenvolvimento enfrentam barreiras adicionais à mitigação.
- O custo de capital aumentou no início da década de 2020.[314] A falta de capital e financiamento disponível é comum nos países em desenvolvimento.[315] Juntamente com a ausência de padrões regulatórios, essa barreira favorece a proliferação de equipamentos ineficientes.
- Existem barreiras financeiras e de capacidade em muitos destes países. :97

Um estudo estima que apenas 0,12% de todo o financiamento para investigação relacionada ao clima é destinado à ciência social da mitigação das mudanças climáticas. Muito mais fundos são destinados a estudos de ciências naturais sobre mudanças climáticas. Somas consideráveis também são destinadas a estudos sobre o impacto das mudanças climáticas e da adaptação às mesmas.

### Impactos da pandemia da COVID-19
Em 2020, as emissões globais de CO2 tiveram uma diminuição de 6,4%, ou 2,3 bilhões de toneladas. As emissões de gases de efeito estufa foram retomadas mais tarde na pandemia, quando muitos países começaram a suspender as restrições. A longo, as restrições da período da pandemia de COVID-19 tiveram um impacto insignificante nas mudanças climáticas.

## Exemplos por país

### China
A China comprometeu-se a atingir o pico de emissões até 2030 e a alcançar o zero líquido até 2060. O objetivo de manter o aquecimento global em 1,5 °C não poderá ser alcançado se quaisquer usinas de carvão na China (sem captura de carbono) estiverem operando após 2045. O esquema nacional chinês de comércio de carbono começou em 2021.

### União Europeia
A Comissão Europeia estima que serão necessários 477 milhões de euros adicionais em investimentos anuais para que a União Europeia cumpra os seus objetivos de descarbonização do pacote de propostas Fit-for-55.
Na União Europeia, políticas governamentais e o Acordo Verde Europeu ajudaram a consolidar a tecnologia verde como uma área vita de investimento de capital de risco. Em 2023, o capital de risco no setor das tecnologias verdes da União Europeia igualou o dos Estados Unidos, refletindo um esforço para impulsionar a inovação e mitigar as mudanças climáticas através de apoio financeiro específico. O Pacto Ecológico Europeu promoveu políticas que contribuíram para um aumento de 30% no capital de risco para empresas de tecnologia verde na União Europeia entre 2021 e 2023, apesar da desaceleração em outros setores durante o mesmo período.
Embora o investimento geral de capital de risco na União Europeia continue cerca de seis vezes menor do que nos Estados Unidos, o setor de tecnologia verde tem atraído financiamento e contribuído para fechar essa lacuna. As principais áreas que se beneficiam pelo aumento de investimentos são o armazenamento de energia, iniciativas de economia circular e tecnologia agrícola. O objetivo da UE de reduzir as emissões de gases do efeito estufa em pelo menos 55% até 2030 contribui para o aumento de investimentos.